# Maserati Biturbo-Baureihe

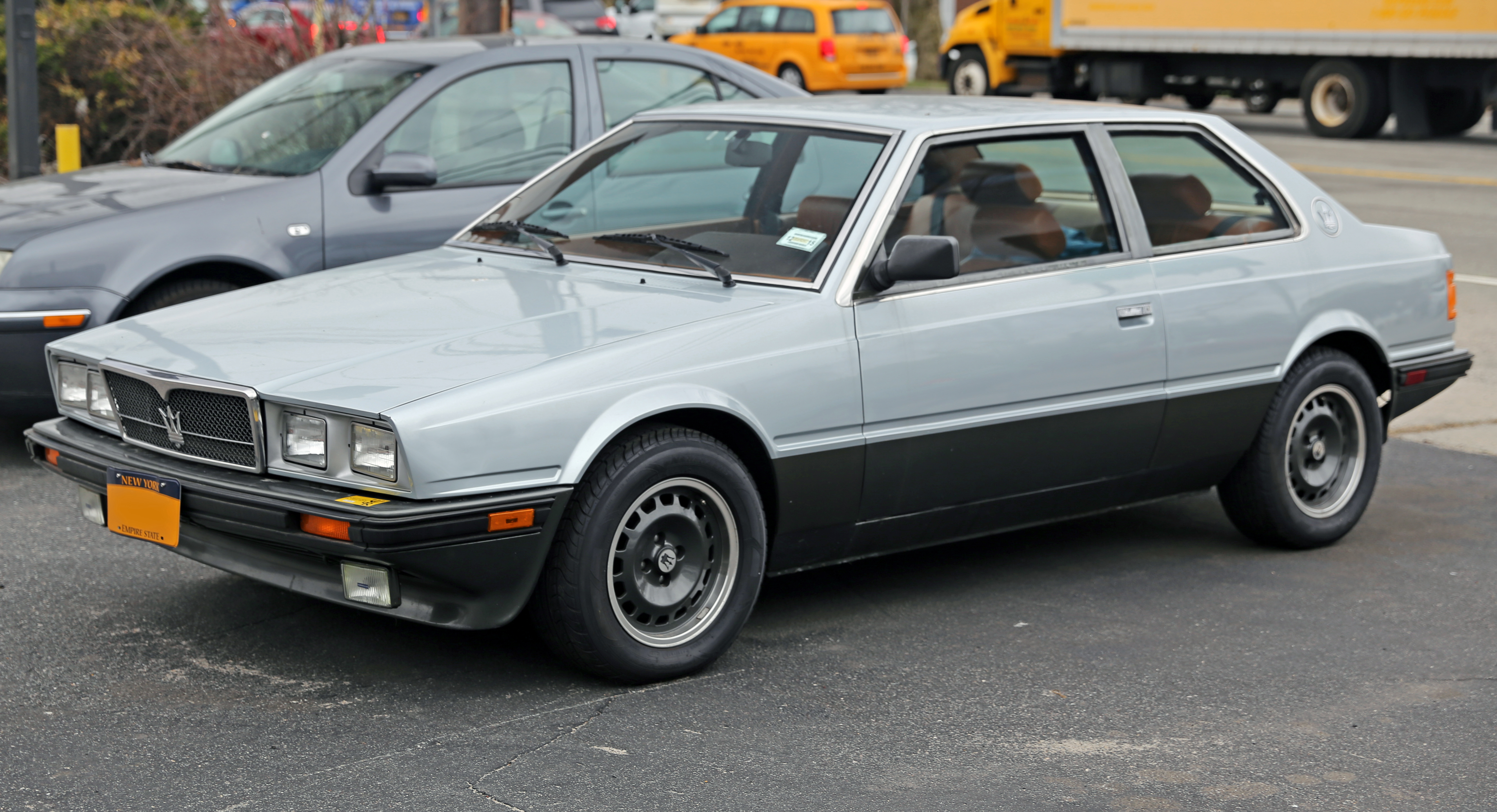
Maserati Biturbo E (1985)

Die Maserati Biturbo-Baureihe ist eine umfangreiche Modellfamilie des italienischen Automobilherstellers Maserati, die von 1981 bis 2001 in nahezu 30 verschiedenen Versionen als Coupés, Cabriolets und Limousinen angeboten wurde. Namensgeber ist das Coupé Maserati Biturbo, das von 1981 bis 1988 unter diesem Namen verkauft wurde. Zahlreiche danach erschienene Fahrzeuge nutzten die technische Basis des Biturbo und werden daher, auch wenn sie nicht mehr offiziell als Biturbo bezeichnet wurden und stattdessen einer unübersichtlichen Nomenklatur folgten, dieser Modellfamilie zugerechnet. Die Biturbo-Technik überdauerte sogar die Übernahme des Unternehmens durch den Fiat-Konzern. Das letzte neu vorgestellte Modell auf Basis der Biturbo-Struktur war der Quattroporte IV, der bis 2001 verkauft wurde. Mit dem Biturbo und seinen Nachfolgemodellen vollzog Maserati den Schritt vom exklusiven Sportwagenproduzenten zu einem Serienhersteller. Von 1981 bis 1997 entstanden mehr als 38.000 Fahrzeuge der Biturbo-Familie, etwa zwei Drittel davon als Coupés.
Nach übereinstimmender Ansicht in der Literatur sicherte die Biturbo-Familie das Überleben der Marke Maserati.

## Entstehungsgeschichte

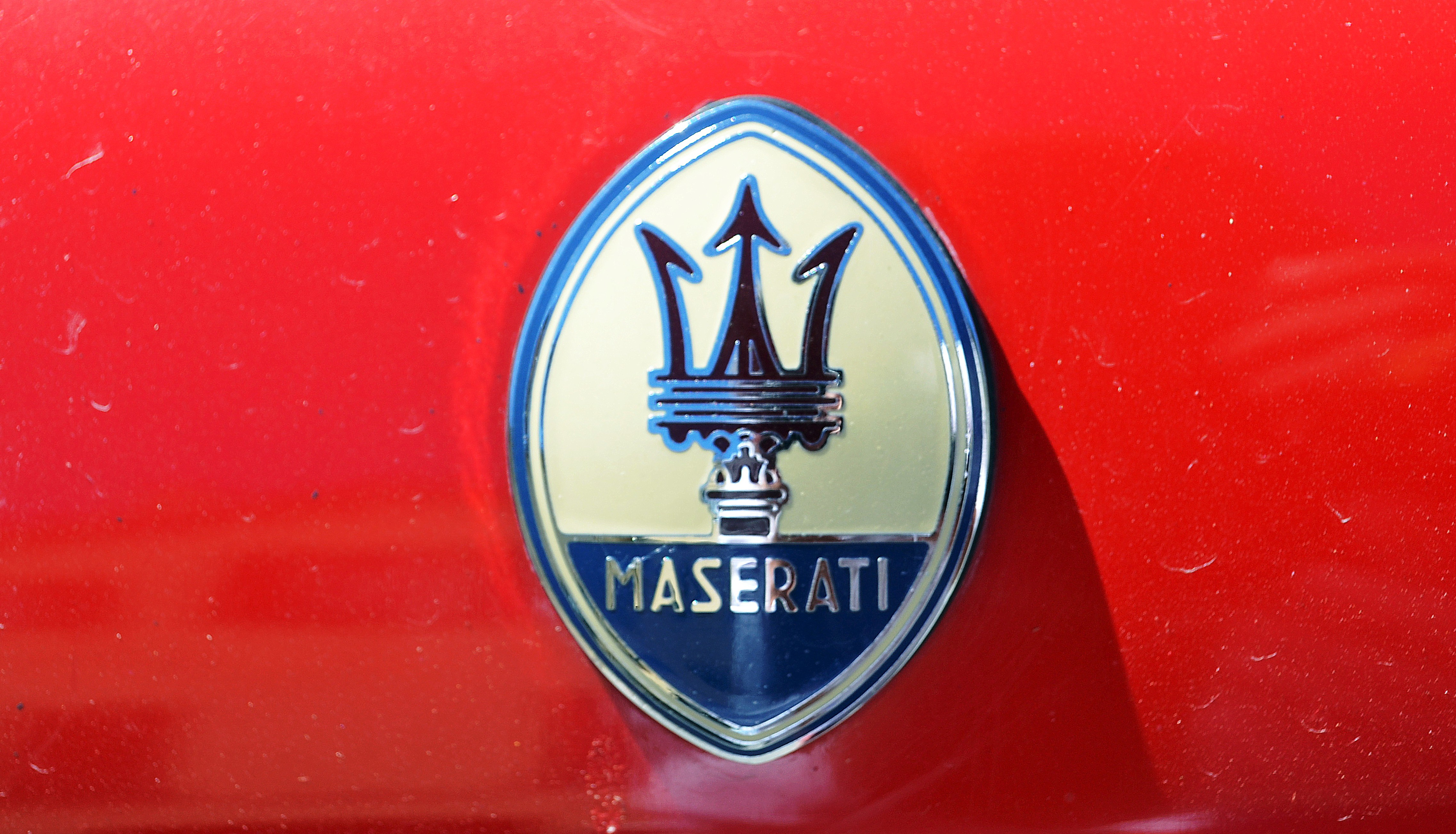
Maserati-Emblem auf einem Spyder i 90

Die Konzeption des Biturbo geht auf den aus Argentinien stammenden Geschäftsmann Alejandro de Tomaso zurück, der seit 1959 in Modena einen seinen Namen tragenden Hersteller von Renn- und Straßensportwagen betrieb und zeitweise auch ein Formel-1-Team unterhalten hatte. Nachdem De Tomaso im Sommer 1975 den vor der Zahlungsunfähigkeit stehenden Sportwagenhersteller Maserati übernommen hatte, änderte er die Ausrichtung des traditionsreichen Unternehmens. Ziel war es, Maserati als Massenhersteller zu etablieren. Das ließ sich nur über eine Preissenkung erreichen, was einerseits eine industrielle Fertigung voraussetzte und andererseits die Erschließung neuer Kundenkreise erforderte. Letzterem stand unter anderem die italienische Steuergesetzgebung entgegen, die in den 1970er- und 1980er-Jahren Automobile mit einem Hubraum von 2000 cm³ und mehr – hierzu gehörten Maseratis bisherige Achtzylindermodelle – mit einer Umsatzsteuer von 38 Prozent belegte, während Fahrzeuge mit geringerem Hubraum lediglich mit 19 Prozent besteuert wurden. De Tomasos Konzept für Maseratis Zukunft sah dementsprechend kleinere Fahrzeuge mit geringem Hubraum und standardisierten Karosserien vor. Hinsichtlich der Dimensionen orientierte sich Maserati an der 3er-Serie von BMW, deren zweite Baureihe (E30) etwa zeitgleich entwickelt wurde. Für technische Details griff De Tomaso auf vorhandene Komponenten zurück, bei der Produktion wurden andere Unternehmen seines Konzerns einbezogen.
Die Entwicklung des Biturbo begann im Herbst 1978, ab Frühjahr 1980 waren die ersten Prototypen im Testeinsatz. Der Biturbo wurde am 14. Dezember 1981, dem 67. Jahrestag der Gründung des Unternehmens Maserati, der Öffentlichkeit vorgestellt. Die Auslieferung verzögerte sich bis Herbst 1982. Der Biturbo war zunächst ein Erfolg. 1982 produzierte Maserati 1888, im Folgejahr 5333 Autos. Allerdings litt der Ruf des Biturbo bald wegen technischer Probleme und der Absatz pendelte sich bei etwa 2000 bis 3000 Stück pro Jahr ein. Die anfänglichen Probleme beschädigten allerdings den Ruf des Biturbo nachhaltig.

## Konstruktion
Alle Modelle der Biturbo-Familie basierten auf der gleichen Grundkonstruktion. Verantwortliche Ingenieure waren Giordano Casarini, den De Tomaso von Ferrari abgeworben hatte, und Aurelio Bertocchi.

### Karosserie

#### Allgemeines
Der Aufbau des Biturbo war selbsttragend ausgelegt. Die Karosserie bestand aus Stahl. Zunächst war der Biturbo lediglich als zweitüriges, viersitziges Stufenheckcoupé erhältlich, später kamen Limousinen und Cabriolets sowie weitere Coupé-Versionen mit kurzem und langem Radstand hinzu. Der Entwurf der Karosserie stammt von Pierangelo Andreani, einem ehemaligen Pininfarina-Designer, der seit Mitte der 1970er-Jahre bei De Tomaso angestellt war. Andreani orientierte sich in Details an dem von Giorgio Giugiaro gestalteten Konzeptfahrzeug Maserati Medici, das bereits die Form der großen Limousine Quattroporte III beeinflusst hatte. Einige sahen daher Ähnlichkeiten zwischen dem Biturbo und dem Quattroporte, während andere den Biturbo für eine Kopie des BMW E30 hielten.
Die Karosserie wurde bei Innocenti in Mailand hergestellt, einem seit 1975 zum De-Tomaso-Konzern gehörenden Unternehmen. Dort wurden die Autos auch zusammengebaut. Die Fertigung erfolgte weitestgehend maschinell. In Maseratis Stammwerk in Modena entstanden lediglich die Motoren.

#### Karosserieversionen

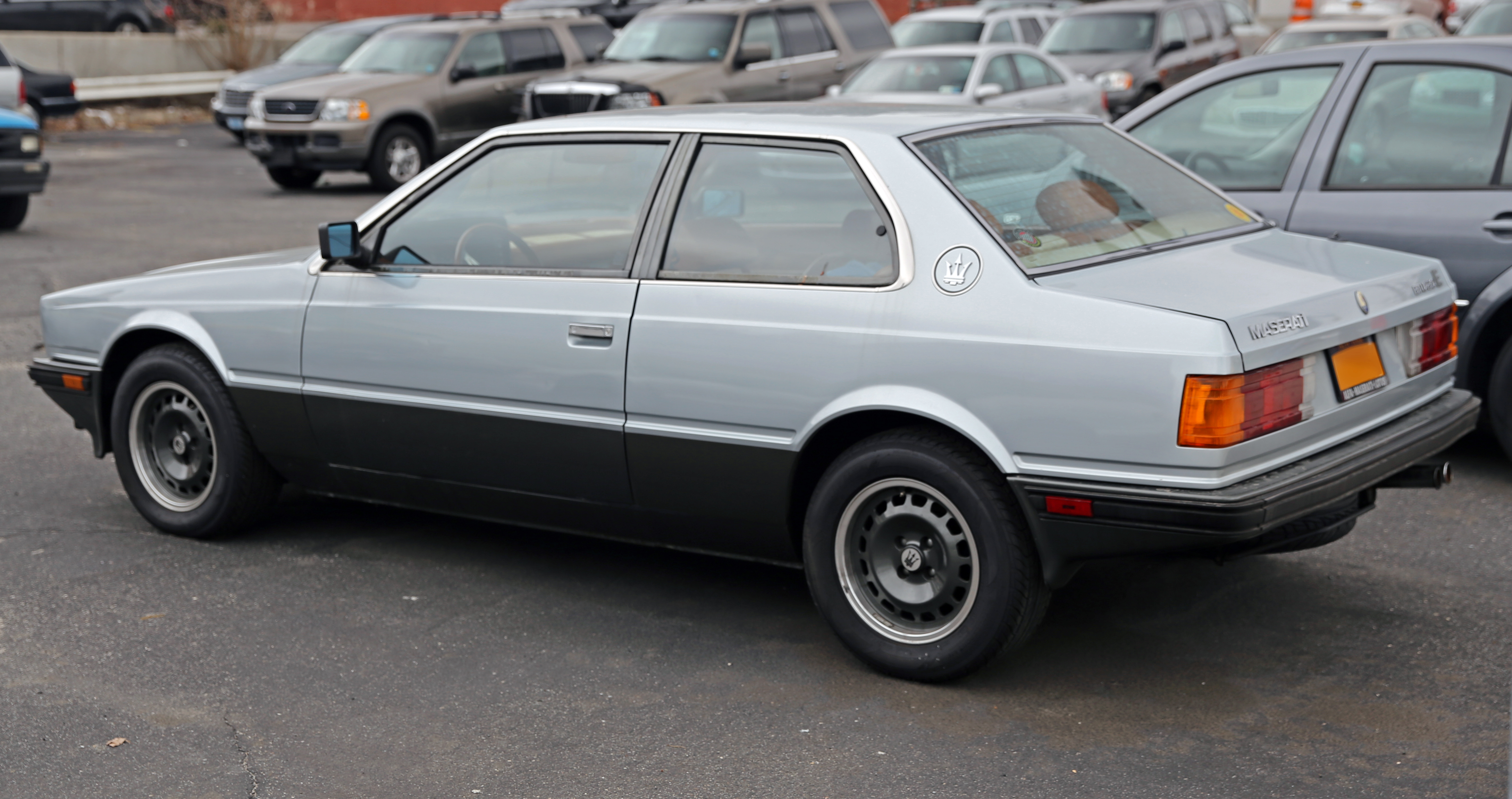
Zweitüriges Coupé: Maserati Biturbo E

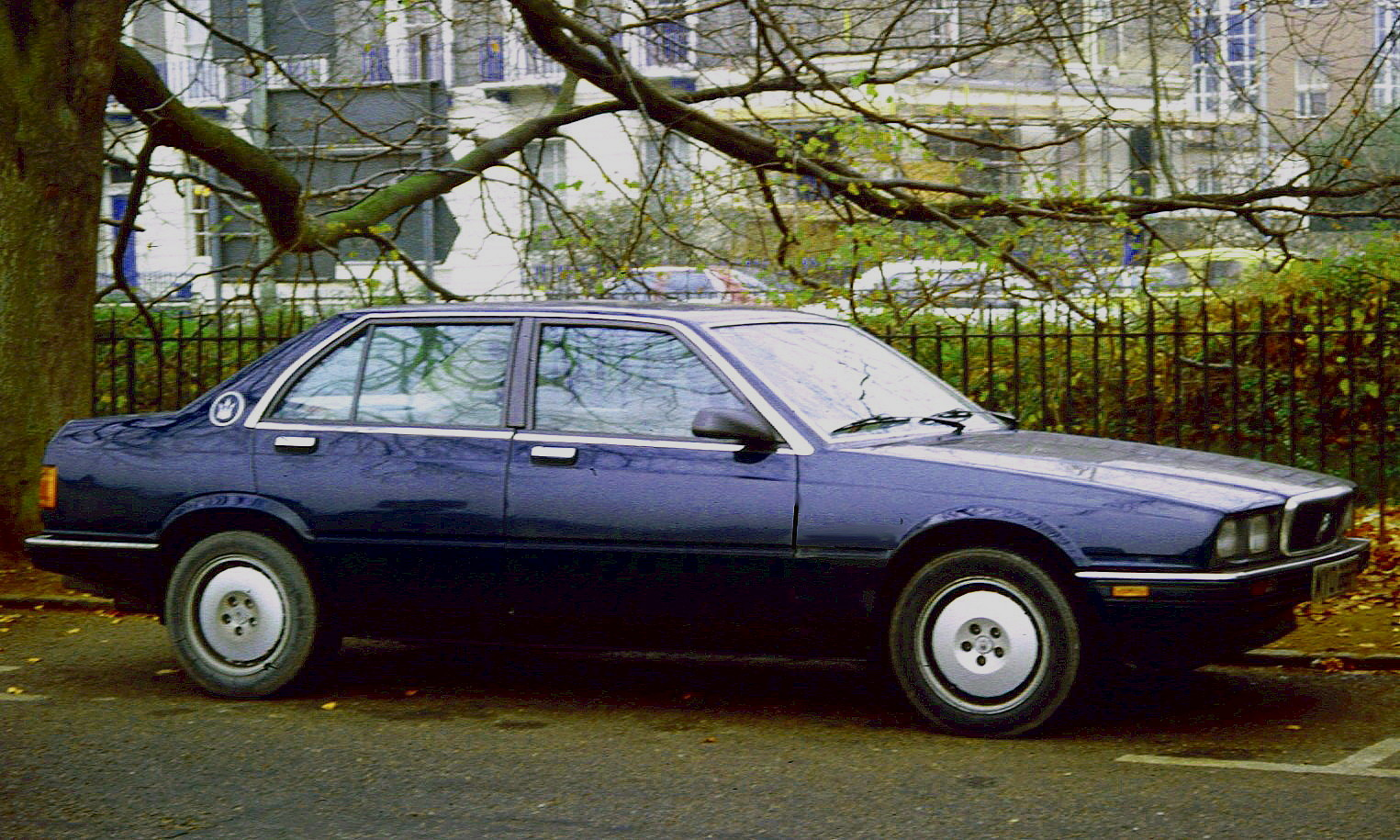
Auf längerem Radstand: viertürige Limousine Maserati 422

Zur Biturbo-Familie gehört eine Reihe von 2+2-sitzigen Coupés, zweisitzigen Cabriolets und viersitzigen Limousinen mit unterschiedlichem Radstand:
- die zweitürigen Stufenheck-Coupés wurden mit einem Radstand von 2514 mm angeboten.
- Auf einer auf 2400 mm Radstand verkürzten Bodengruppe war der Maserati (Biturbo) Spyder aufgebaut, ein zweisitziges Cabriolet, das von Zagato entworfen worden war und auch in den Zagato-Werkstätten gebaut wurde. In geringer Stückzahl entstand auf dieser Grundlage auch ein zweitüriges Coupé namens Maserati Karif, bei dem es sich um einen Spyder mit fest verschweißtem Dach handelte.
- Eine auf 2.600 mm Radstand verlängerte Bodengruppe war zunächst für die viertürige Biturbo-Limousinen bestimmt. Die Form der Limousinen folgte der der Coupés, allerdings erforderten die geänderten Abmessungen auch eine Änderung der Proportionen. Letztlich war ungeachtet der äußerlichen Ähnlichkeit kein Blechteil der Limousinen mit denen der Coupés identisch. Zwischen 1986 und 1990 wurde ein weiteres Modell, das zweitürige Coupé Maserati 228, auf diesem Radstand gebaut.

Im weiteren Sinne gehören auch der Ende 1989 präsentierte Maserati Shamal, der ab Frühjahr 1992 angebotene Maserati Ghibli sowie der im Frühjahr 1994 eingeführte Maserati Quattroporte IV zur Biturbo-Familie. Auch sie beruhen trotz teilweise erheblicher Modifikationen im Kern auf der Technik der Biturbo-Modelle.

### Motor
Alle Fahrzeuge der Biturbo-Familie wurden von einem Sechszylinder-V-Motor angetrieben, der mit zwei Turboladern ausgestattet war. Die Grundkonstruktion, die 1981 im Biturbo-Coupé debütierte, blieb bis 1997 unverändert. Inwieweit das Triebwerk mit früheren Maserati-Konstruktionen verwandt ist, wird in der Literatur unterschiedlich bewertet. Nach einigen Quellen basierte der Biturbo-Motor auf einem V6-Motor mit der werksinternen Bezeichnung Tipo AM 114, den Giulio Alfieri 1967 für den Einsatz im Citroën SM entwickelt hatte und der bei Maserati seit 1972 im Mittelmotorsportwagen Merak im Einsatz war. Andere Quellen halten den Biturbo-Sechszylinder für eine eigenständige Konstruktion, die abgesehen vom gleichen Zylinderbankwinkel keine Gemeinsamkeiten mit dem AM 114 hatte.

#### Gemeinsame Merkmale

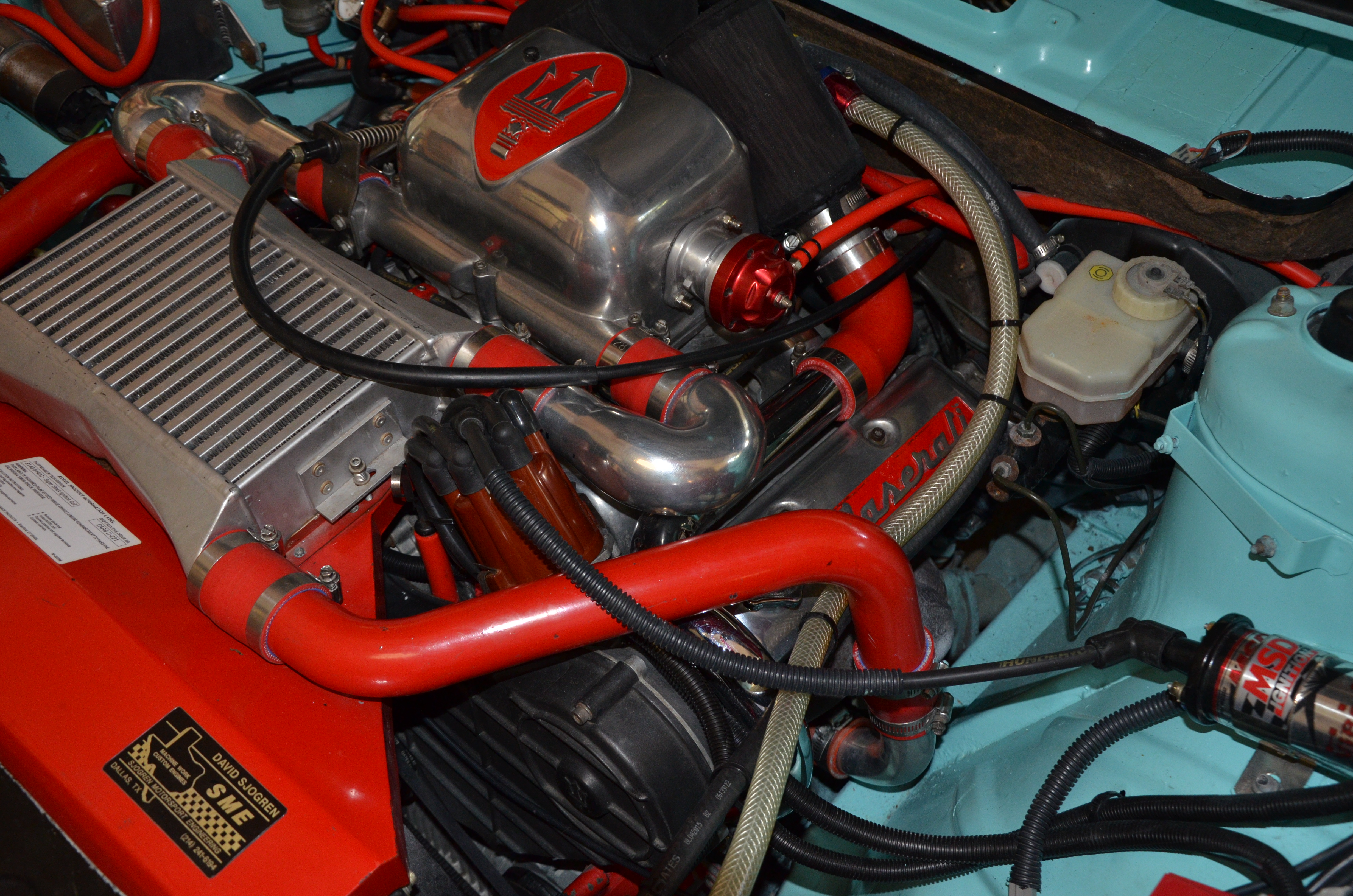
Maserati-Biturbo-Motor mit 2,5 Litern Hubraum (Tipo AM 453)

Der Zylinderbankwinkel des Biturbo-Motors betrug 90 Grad. Jede Zylinderreihe hatte in der ursprünglichen Version eine obenliegende Nockenwelle, die von einem einzelnen Zahnriemen angetrieben wurde. Pro Zylinder gab es anfänglich drei Ventile, und zwar zwei Ein- und ein Auslassventil. Die Zylinderlaufflächen waren mit Nikasil beschichtet.
Die Turbolader bezog Maserati vom japanischen Hersteller IHI. Bei den ersten Modellen war keine Ladeluftkühlung vorgesehen. Erst mit der Einführung der S-Version im Sommer 1983 wurde ein Luft-Luft-Kühler eingebaut; spätere Biturbo-Versionen erhielten eine Wasser-Luft-Kühlung.

#### 2,0 Liter
In der ursprünglichen Version von 1981 hatte der Motor mit Blick auf die italienische Steuergesetzgebung einen Hubraum von 1996 cm³ (Bohrung × Hub = 82 mm × 63 mm). Den Motor gab es anfänglich mit drei Ventilen pro Zylinder und einem Registervergaser, 1986 wurde auf Saugrohreinspritzung umgestellt. Ab 1988 war auch eine Version mit vier Ventilen pro Zylinder erhältlich; sie gab es ausschließlich mit Saugrohreinspritzung.
- In der ursprünglichen Version (Tipo AM 452) des Motors hatte jede Zylinderreihe eine obenliegende Nockenwelle, die von einem einzelnen Zahnriemen angetrieben wurde.[7] Pro Zylinder gab es zwei Einlassventile und ein Auslassventil.[5] Die Gemischaufbereitung erfolgte über einen Registervergaser von Weber (Typ 42 DCNVH).[8] Dieses System wurde bereits bei seiner Einführung als veraltet kritisiert.[5] Die Motorleistung betrug in der Vergaserversion anfänglich 132 kW (179 PS). 1983 erschien eine leistungsstärkere S-Version mit 151 kW (205 PS). Die Basisversion wurde im Maserati Biturbo sowie im Biturbo 420 eingesetzt, die leistungsstärkere Version im Biturbo S sowie im 420 S.

- Ab 1986 war eine elektronische Saugrohreinspritzung (Weber Multipoint) lieferbar, die 1987 durch eine digitale Einspritzanlage von Magneti Marelli ersetzt wurde.[9] Die Leistung des nun Tipo AM 470 genannten Basismotors belief sich auf 138 kW (188 PS). Wenig später erhielt auch die S-Version eine Saugrohreinspritzung (Tipo AM 471). Die Leistung dieser Variante stieg auf 162 kW (220 PS). Die schwächere Version des Motors wurde im Biturbo i sowie im 420i eingesetzt, die leistungsstärkere im Biturbo Si und im 420 Si sowie ab 1988 in den Modellen 222, 422 und 4.18. Die Saugrohreinspritzung verbesserte die Starteigenschaften bei hohen Temperaturen und das Ansprechverhalten bei niedrigen Drehzahlen.[10]

- Im Sommer 1988 erschien eine Variante des 2,0-Liter-Motors mit vier Ventilen pro Zylinder (Tipo AM 475). Der Zylinderkopf war vollständig neu konstruiert. Jede Zylinderreihe hatte jetzt zwei obenliegende Nockenwellen.[11] Die Nockenwellen auf der Auslassseite trieben über Steuerketten die Nockenwellen auf der Einlassseite an.[12] Die Motorleistung erhöhte sich auf 245 PS bei 6250 Umdrehungen pro Minute.

#### 2,5 Liter
Ab 1983 war zudem eine auf 2490,9 cm³ vergrößerte Version erhältlich (Tipo AM 453). Der Anstieg des Hubraums wurde durch eine Vergrößerung der Bohrung auf 91,6 mm erreicht. Die Motorleistung betrug in der Vergaserversion 136 kW (185 PS). Ab 1987 war auch der 2,5-Liter-Motor mit einer Saugrohreinspritzung erhältlich (Tipo 472).

#### 2,8 Liter

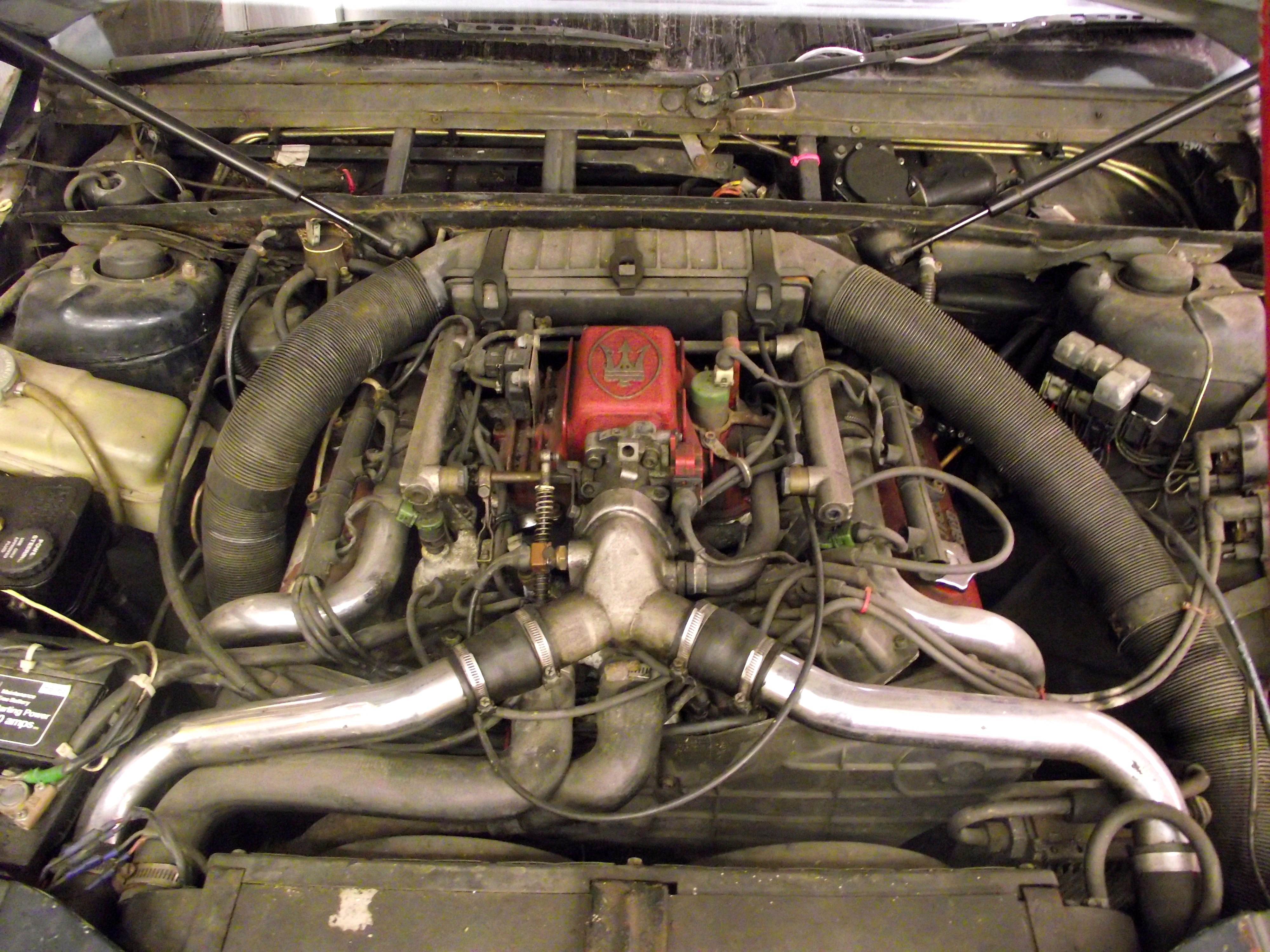
2,8-Liter-V6 in einem Maserati 228

Ab 1988 wurde der 2,5-Liter-Motor durch eine auf 2,8 Liter vergrößerte Variante ersetzt. Der Hubraum betrug 2789 cm³ (Bohrung × Hub = 94 mm × 67 mm). Der Motorblock hatte größere Wasserkanäle, die die Kühlung verbesserten. Ein- und Auslassventile waren nun gleich groß. Zur Serienausstattung gehörten zwei Ladeluftkühler. war bereits 1986 im großen Coupé 228 eingeführt worden, zwei Jahre später war er auch in den kleineren Coupés erhältlich. Ab 1988 war es die Standardmotorisierung für alle Exportversionen der Modellfamilie.
- Im ersten Baujahr war der 2,8-Liter-Motor noch mit einem Registervergaser ausgestattet. Die Motorleistung belief sich auf 188 kW (256 PS). In dieser Version wurde der Motor nur im 228 eingesetzt.

- Ab 1987 installierte Maserati eine elektronische Einspritzanlage (Tipo AM 473). Die Motorleistung betrug 184 kW (250 PS) ohne und 165 kW (224 PS) mit Katalysator. Die Einspritzversion wurde zur Standardmotorisierung im 228 wie auch in den kleineren Coupés, die auf außeritalienischen Märkten verkauft wurden. Dazu gehörten die Modelle 222 E, 222 SE und 222 SR sowie die Limousine 430.

- 1991 erschien auch eine Vierventilversion mit zwei obenliegenden Nockenwellen pro Zylinderreihe (Tipo AM 477). Der Aufbau des Motors entsprach dem des kleineren 2.24 v. Die Motorleistung betrug 205 kW (279 PS) bei 5500 Umdrehungen pro Minute, das maximale Drehmoment von 431 Nm fiel bei 3750 Umdrehungen an.[12]

#### Übersicht
| Motoren der Maserati Biturbo-Baureihe |          |                      |         |                                                                      |                     |                           |                                           |              |                                                 |
| Motor                                 | Motor    | Motor                | Motor   | Motor                                                                | Modell              | Modell                    | Modell                                    | Modell       | Modell                                          |
| Bezeichnung                           | Hubraum  | Gemischaufbereitung  | Ventile | Leistung                                                             | Zweitürer           | Viertürer                 | Cabriolet                                 | Sondermodell | Anmerkungen                                     |
| AM 452                                | 1996 cm³ | Vergaser             | 18      | 180 PS (132 kW)                                                      | Biturbo             |                           | Biturbo Spyder                            |              |                                                 |
| AM 452                                | 1996 cm³ | Vergaser             | 18      | 205 PS (151 kW)                                                      | Biturbo S           |                           |                                           |              | Höher verdichtete Version als S-Modell verkauft |
| AM 452                                | 1996 cm³ | Vergaser             | 18      | 210 PS (154 kW)                                                      |                     | Biturbo 420 S             |                                           |              | Höher verdichtete Version als S-Modell verkauft |
| AM 453                                | 2491 cm³ | Vergaser             | 18      | 185 PS (136 kW)                                                      | Biturbo E           |                           |                                           |              |                                                 |
| AM 453                                | 2491 cm³ | Vergaser             | 18      | 196 PS (144 kW)                                                      |                     | Biturbo 425               | Biturbo Spyder 2500                       |              |                                                 |
| AM 453                                | 2491 cm³ | Vergaser             | 18      | 205 PS (151 kW)                                                      | Biturbo ES          |                           |                                           |              | Höher verdichtete Version als S-Modell verkauft |
| AM 470                                | 1996 cm³ | Saugrohreinspritzung | 18      | 188 PS (138 kW)                                                      | Biturbo i           | Biturbo 420 i             | Biturbo Spyder i                          |              |                                                 |
| AM 471                                | 1996 cm³ | Saugrohreinspritzung | 18      | 220 PS (162 kW)                                                      | Biturbo Si 222      | Biturbo 420 Si 422 4.18 v | Spyder i 90                               |              |                                                 |
| AM 472                                | 2491 cm³ | Saugrohreinspritzung | 18      | 195 PS (143 kW)                                                      | Biturbo iE          | Biturbo 425 i             |                                           |              |                                                 |
| AM 473                                | 2790 cm³ | Saugrohreinspritzung | 18      | 250 PS (184 kW) (ohne Katalysator) 225 PS (165 kW) (mit Katalysator) | 222 E 222 SE 222 SR | 430 430 New Look          | Spyder 2800 Spyder iE 90 Spyder Nuova 2.8 | 228 Karif    |                                                 |
| AM 475                                | 1996 cm³ | Saugrohreinspritzung | 24      | 245 PS (180 kW)                                                      | 2.24 v 2.24 v II    | 4.24 v 4.24 v II          | Spyder Nuova                              |              |                                                 |
| AM 477                                | 2790 cm³ | Saugrohreinspritzung | 24      | 279 PS (205 kW)                                                      | 222 4v              | 430 4v                    |                                           |              |                                                 |
| AM 490                                | 1996 cm³ | Saugrohreinspritzung | 24      | 286 PS (210 kW)                                                      | Racing              |                           |                                           |              | Weiterentwicklung des AM 477                    |

Die Motoren für den italienischen Markt sind dunkel unterlegt.

### Fahrwerk
Hinsichtlich des Fahrwerks ähneln sich alle Biturbo-Varianten. Die Vorder- und Hinterräder waren bei allen Modellen einzeln aufgehängt. Vorn und hinten wurden Schraubenfedern und hydraulische Teleskopstoßdämpfer verwendet, vorne als MacPherson-Federbeine und hinten zusammen mit Schräglenkern. An beiden Achsen gab es Stabilisatoren. Verzögert wurde mit servounterstützten Scheibenbremsen von ATE. Zeitgenössische Testberichte kritisierten das Fahrwerk als überfordert; es sei der Motorleistung nicht angemessen. Frühzeitig setze Übersteuern ein, zudem wurden „kräftige Lastwechselreaktionen“ bemängelt. 1985 ersetzte Maserati das bislang verwendete Differenzial von Salisbury durch ein Sensitork-Differenzial, das nach Ansicht vieler Fahrer zu einer deutlichen Verbesserung des Fahrverhaltens führte. In einer weiterentwickelten Version trug das Differenzial später die Bezeichnung Ranger.
Die 1989 eingeführten Vierventilmodelle erhielten ein überarbeitetes Fahrwerk. Die von Koni gelieferten Stoßdämpfer waren vom Innenraum aus verstellbar; der Fahrer konnte zwischen vier vorgegebenen Einstellungen wählen.

## Nomenklatur

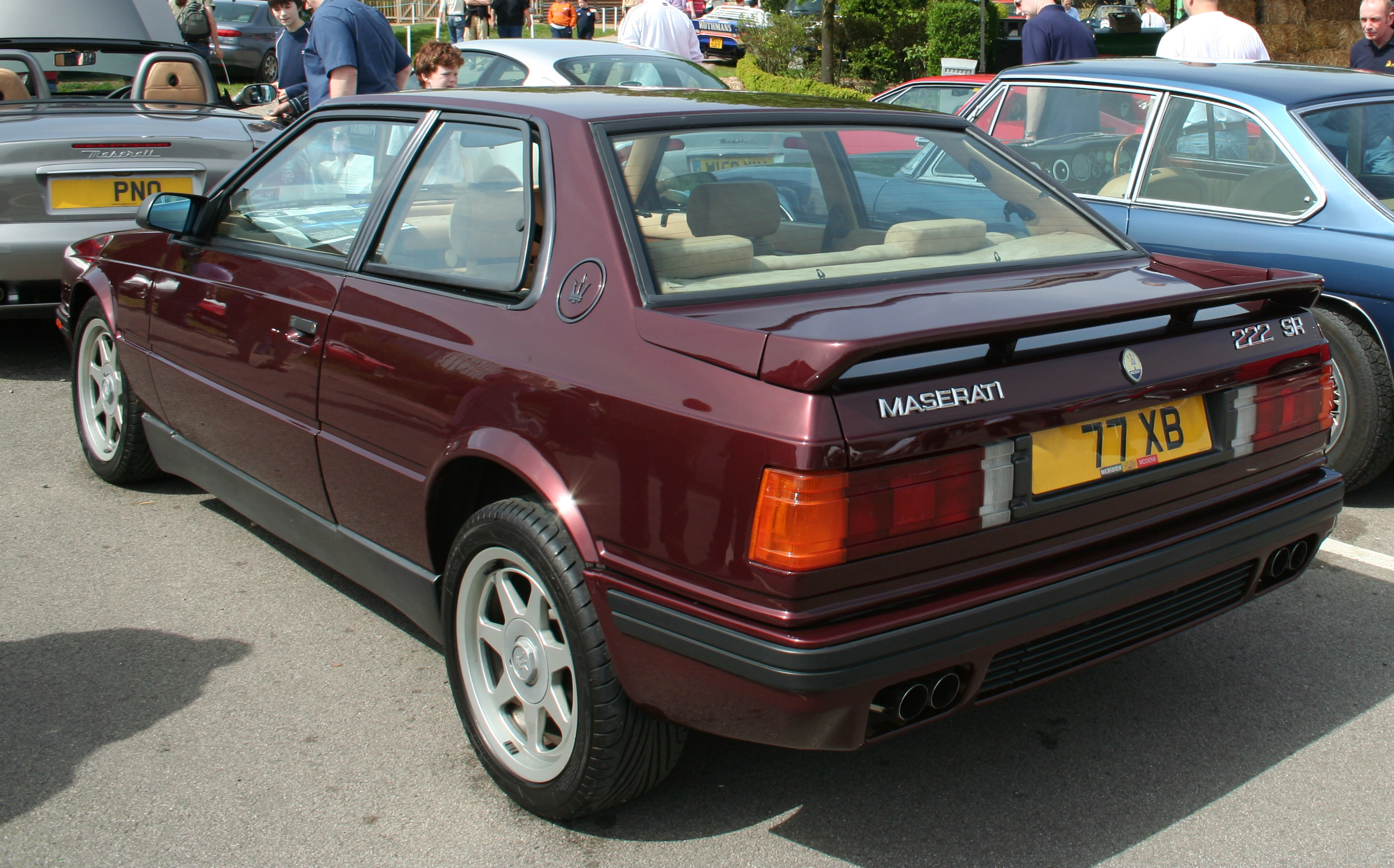
Unübersichtliche Nomenklatur: Maserati 222 SR mit zwei Türen und 2,8 Litern Hubraum

Die Coupés und Limousinen der ersten Baujahre trugen die Bezeichnung Biturbo, die auf die Doppelturbo-Technik des Motors Bezug nahm. Anfängliche Unterscheidungen erfolgten durch zugesetzte Buchstaben („E“ für Export, „i“ für Einspritzmodelle und „S“ für besonders sportliche Varianten) sowie deren Kombination miteinander. Die Limousinen trugen zudem einen dreistelligen Zahlencode, dessen erste Ziffer die Anzahl der Türen bezeichnete, während die beiden folgenden Ziffern den Hubraum in Litern angaben (Biturbo 420 und 425). 
Die erheblichen technischen Defizite der ersten Modelle führten dazu, dass der Name Biturbo bald in Verruf geriet, sodass sich Maserati dazu entschied, die Bezeichnung ab 1988 entfallen zu lassen. Stattdessen trugen die Fahrzeuge ab 1988 dreistellige Zahlencodes, deren Vergabe keinem klaren Muster folgte. Diese unstrukturierten Bezeichnungen sind ein wesentlicher Grund dafür, dass Maseratis Modellpalette als unübersichtlich oder „chaotisch“ wahrgenommen wurde. Übereinstimmend ist nur der Ansatz, dass alle zweitürigen Modelle als erste Stelle eine 2, alle viertürigen Modelle dagegen eine 4 tragen. Bei einigen Modellen dokumentieren die weiteren Ziffern den Hubraum (228, 420, 425), überwiegend ist das allerdings nicht der Fall. So hat der 222 keinen 2,2 Liter großen Motor, sondern lediglich einen Hubraum von 2,0 Litern. In seinem Fall steht das 222 für zwei Türen, zwei Liter Hubraum, zweite Serie. Bei einigen Modellen bezeichnen die zweiten und dritten Ziffern stattdessen die Anzahl der Ventile, wobei Maserati diesen Ansatz auf die ab 1989 erhältlichen Vierventilmodelle beschränkte – die einzige Ausnahme ist der 4.18 v –, strukturell aber auch innerhalb dieser Gruppe noch einmal unterschiedliche Wege der Umsetzung verfolgte. Bei den italienischen Modellen nahm man auf die Gesamtzahl der Ventile Bezug (4.18 v, 2.24 v, 4.24 v), während bei den Exportmodellen die Anzahl der Ventile pro Zylinder maßgeblich war (222 4v, 430 4v). Bei einzelnen Biturbo-Abkömmlingen ist die Vergabe der Bezeichnung schließlich gar nicht schlüssig erklärbar. Das gilt insbesondere für das Exportcoupé 222 E, bei dem angesichts seines 2,8-Liter-Motors das für den italienischen 222 herangezogene Erklärungsmodell nicht greift, sowie für die viertürige Exportlimousine 430, die keinen 3,0-Liter-Motor hatte. Noch einmal anders ging Maserati beim Spyder vor, der uneinheitlich strukturierte Zusätze bekam, sowie bei Sondermodellen, die keinen Zahlencode, sondern einen Namen erhielten (Karif, Shamal und Racing).

## Die einzelnen Modelle
Durch die Kombination verschiedener Karosserie- und Motorvarianten schuf Maserati in 16 Jahren eine Modellfamilie, die aus ungefähr 30 einzelnen Typen bestand. Im Ansatz wird zwischen den Fahrzeugen für den italienischen Markt und den Exportmodellen unterschieden. Maserati bot für beide Marktbereiche jeweils ein Coupé in einer Basisversion und daneben eine leistungsgesteigerte Version an. Wenn eine weiterentwickelte Motorengeneration zur Verfügung stand, wurde die bisherige Sportversion zum Basismodell, und die neue Generation nahm die Rolle des leistungsgesteigerten Modells ein. Dieser Prozess wiederholte sich sowohl bei den italienischen als auch bei den internationalen Modellen mehrfach. Die neu entwickelten Varianten erhielten teilweise einen besonderen Namenszusatz, teilweise aber auch eine komplett neue Bezeichnung. Dadurch entstand der Eindruck einer außergewöhnlichen Modellvielfalt.

### Coupés mit regulärem Radstand

#### Modelle für den italienischen Markt

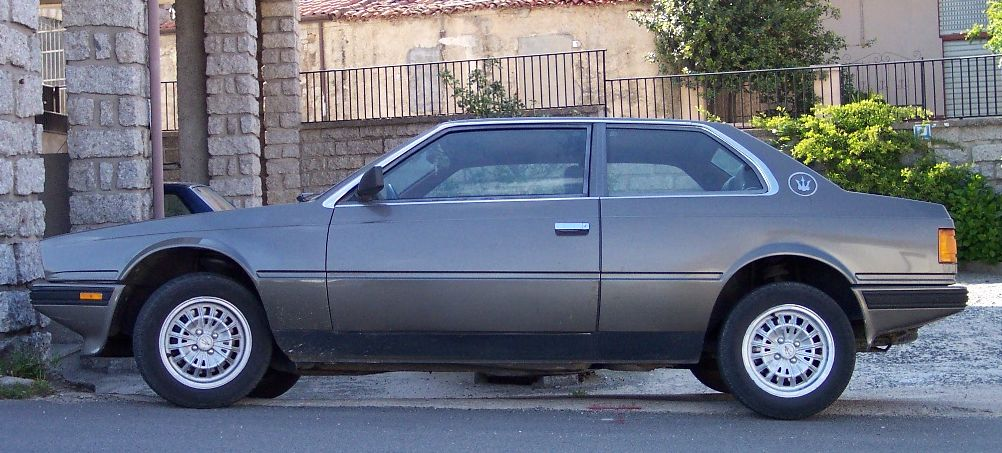
Maserati Biturbo (1981)

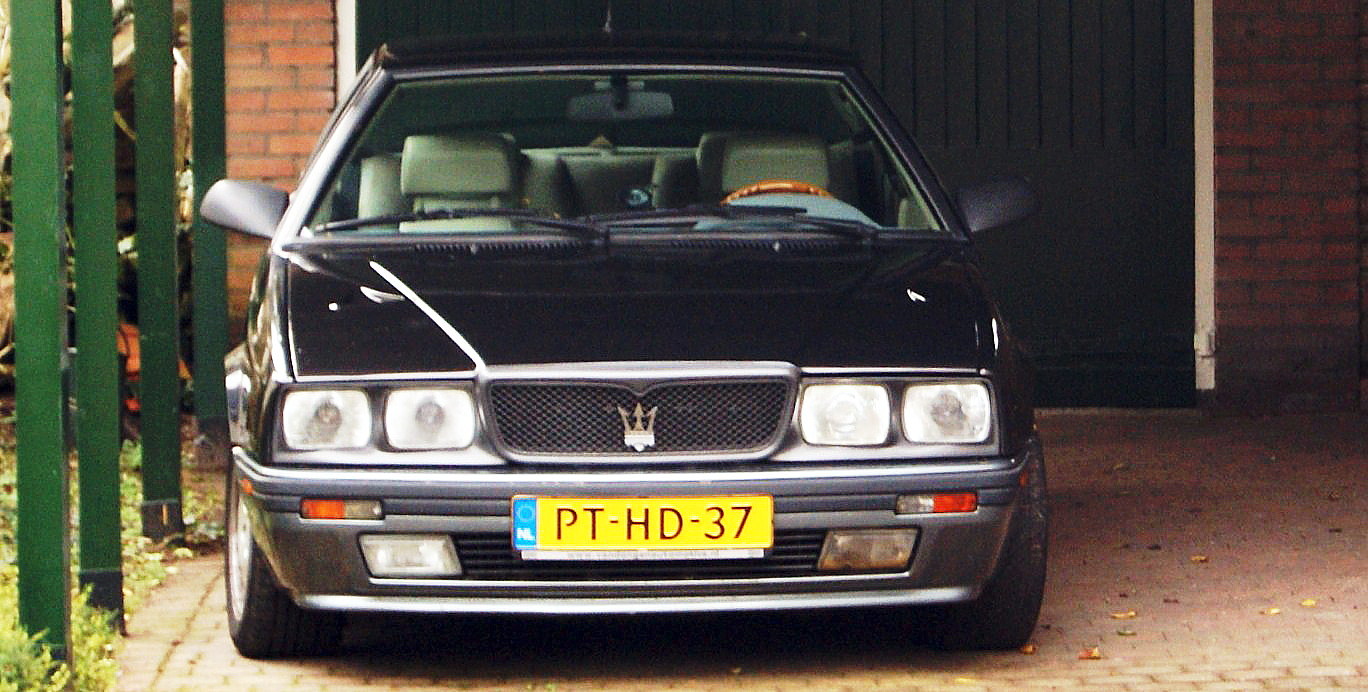
Maserati 2.24 v (1990)

Für den italienischen Markt bot Maserati eine Reihe von Coupés an, die einen 2,0 Liter großen Sechszylinder-V-Motor mit zwei Turboladern hatten.
Am 14. Dezember 1981 wurde der Maserati Biturbo öffentlich vorgestellt. Er war das Grundmodell der gesamten Biturbo-Familie. Es war ein zweitüriges Stufenheckcoupé und hatte einen 132 kW (179 PS) starken Motor. Im April 1983 ergänzte Maserati das Basismodell um eine leistungsstärkere Version Biturbo S mit 205 PS (151 kW). In beiden Versionen hatte der Motor drei Ventile pro Zylinder und einen Registervergaser. Ab 1986 war eine Einspritzversion mit der Bezeichnung Biturbo i (138 kW / 188 PS) erhältlich; die 162 kW (220 PS) starke Sportversion hieß Biturbo Si.
Zum Modelljahr 1988 gab Maserati die Modellbezeichnung Biturbo auf. Stattdessen wurde die Modellreihe 222 eingeführt. Für den italienischen Markt war der Maserati 222 nunmehr das Basisfahrzeug. Er war weitgehend baugleich mit dem bisherigen Biturbo und übernahm den 220 PS (162 kW) starken Dreiventil-Motor des früheren Biturbo Si als Standardmotorisierung. Einige Monate später stellte Maserati dem 222 den Maserati 2.24 v zur Seite, der einen Motor mit einem neu konstruierten Vierventilkopf und zwei obenliegenden Nockenwellen hatte. Das 245 PS (180 kW) starke Auto galt als Sportversion des 222 und nahm die Marktposition des bisherigen Biturbo Si ein. Der reguläre 222 wurde 1990 eingestellt; danach war der 2.24 v das Basismodell im Maserati-Programm. 1991 wurde der 2.24 v seinerseits um ein leistungsstärkeres Modell ersetzt: Der Maserati Racing, der 285 PS (210 kW) stark war, nahm die Rolle des Spitzenmodells ein. die Produktion des 2.24 v und des Racing kam 1993 zu einem Ende. Die Nachfolge übernahm der Ghibli, der auf dem italienischen Markt eine weiterentwickelte Version des Racing-Motors verwendete.

#### Exportmodelle

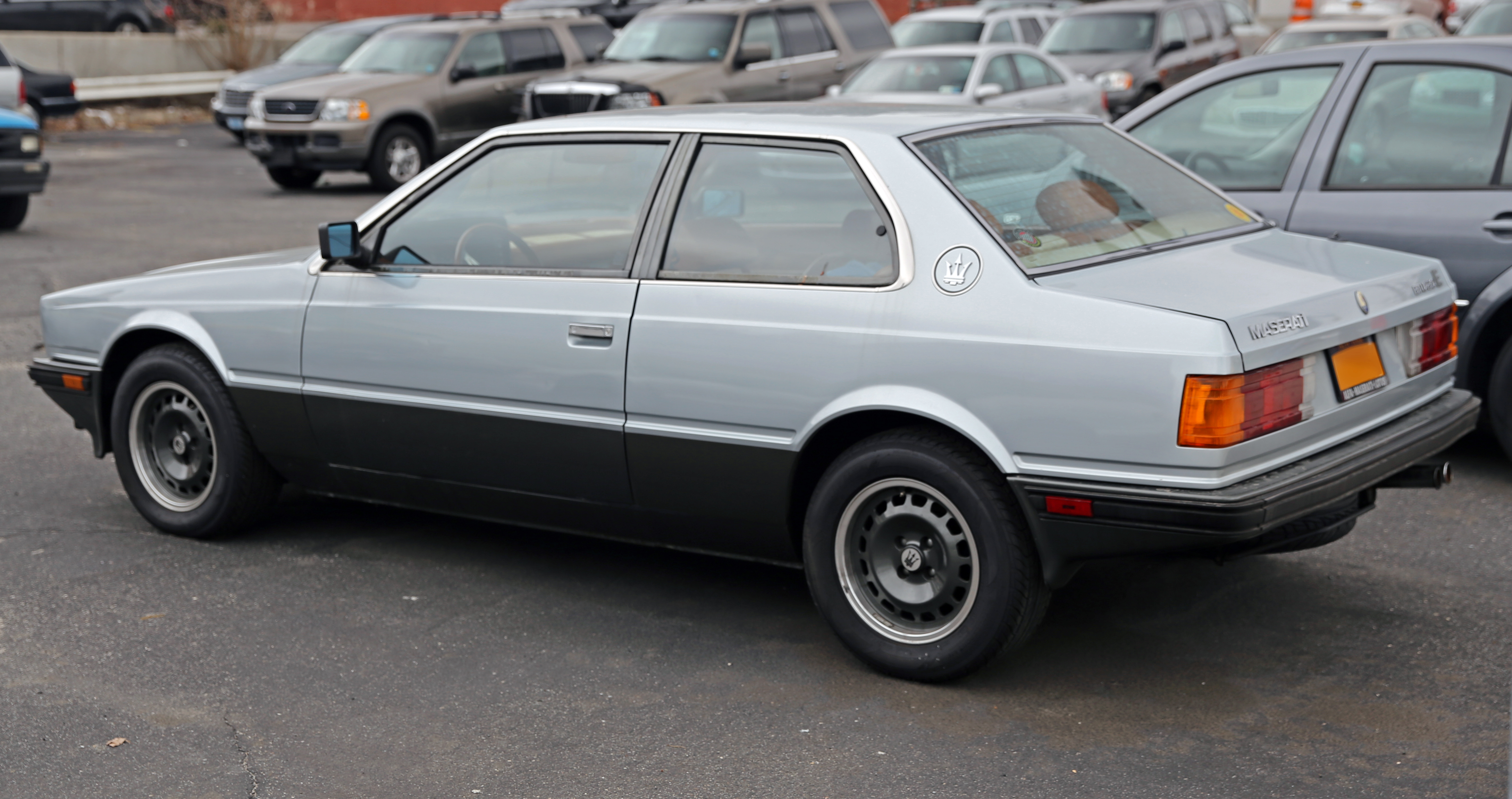
Maserati Biturbo E (1985)

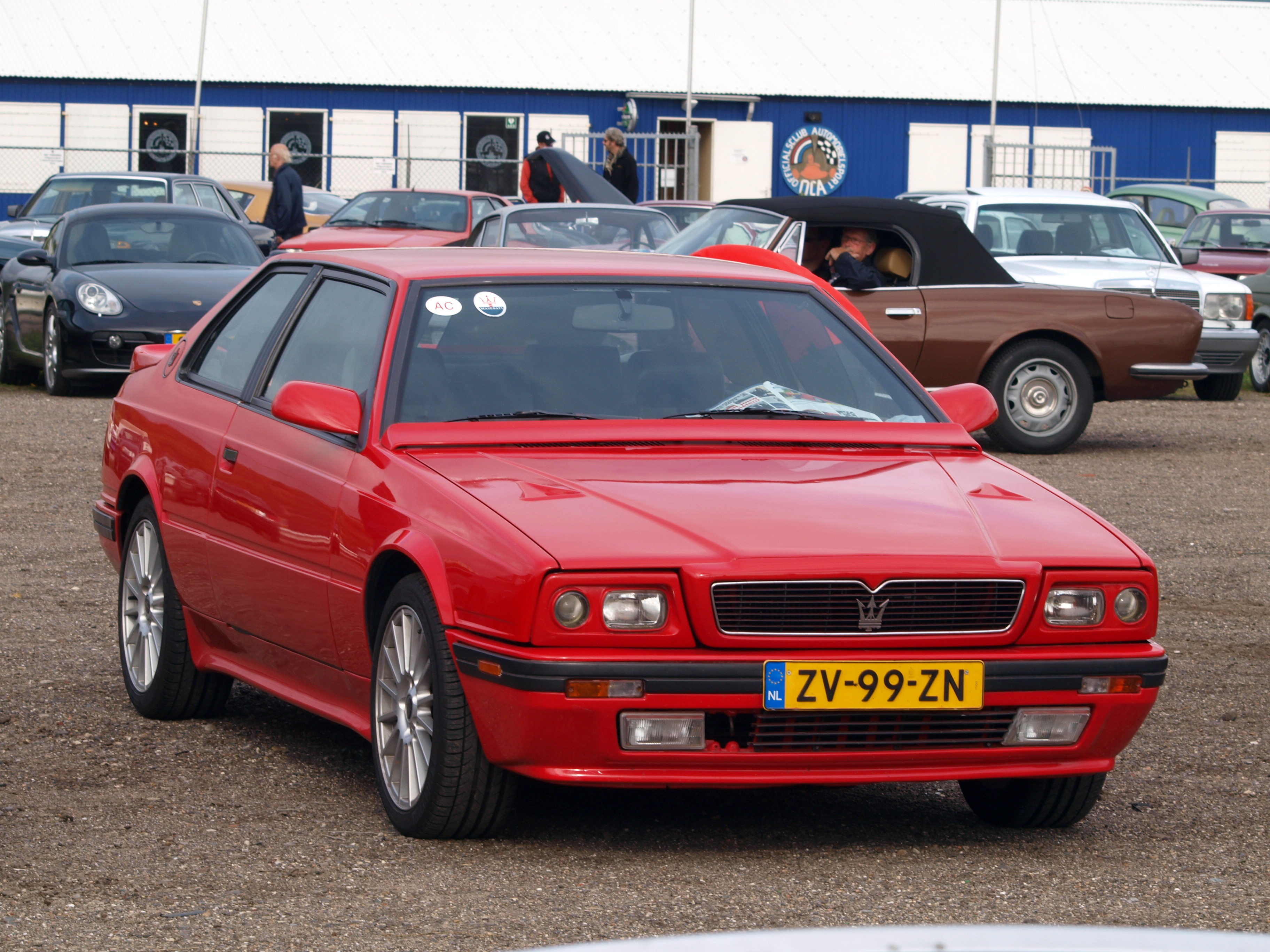
Maserati 222 SR (1991)

Die Entwicklung der Biturbo-Fahrzeuge für außeritalienische Märkte verlief weitgehend parallel zu den italienischen Modellen. Allerdings weichen die Modellbezeichnungen teilweise voneinander ab.
Das erste Exportmodell war der Maserati Biturbo E, der im Dezember 1983 vorgestellt wurde. Er hatte – wie der Biturbo für den italienischen Markt – einen Sechszylinder-V-Motor mit drei Ventilen pro Zylinder und einem Registervergaser. Allerdings betrug der Hubraum 2,5 Liter. Die Motorleistung belief sich auf 185 PS (136 kW). Im April 1984 ergänzte Maserati den Biturbo E um eine Sportversion, die Biturbo ES hieß und ebenso wie der Biturbo für den italienischen Markt eine Motorleistung von 151 kW (205 PS) hatte. Ende 1986 erhielt auch der 2,5-Liter-Motor Saugrohreinspritzung; das Modell hieß nun Biturbo iE. Die Leistung stieg damit auf 143 kW (194 PS). Wenig später wurde auch die Sportversion des Exportmodells mit einem Einspritzmotor angeboten. Damit wurde aus dem Biturbo ES der Biturbo Si 2500. Beide Einspritzmodelle wurden nur selten verkauft.
Parallel zum italienischen Modell, gab Maserati 1988 auch bei den Fahrzeugen für internationale Märkte den Namen Biturbo auf. Die Exportversion des 222 erhielt die Bezeichnung 222 E. Das Fahrzeug war nun mit einem 2,8 Liter großen Sechszylindermotor ausgestattet, der Saugrohreinspritzung und drei Ventile pro Zylinder hatte. Die Motorleistung belief sich auf 225 PS (165 kW) mit und 248 PS (182 kW) ohne Katalysator. Ein leistungsgesteigertes Modell bot Maserati im Exportbereich zunächst nicht an. 1990 erschien der Maserati 222 SE als Sondermodell, das zwar die sportliche Optik des Vierventilmodells 2.24 v übernahm, aber die herkömmliche Antriebstechnik des 222 E mit drei Ventilen pro Zylinder und einer Leistung von 165 kW (224 PS) beibehielt. Gleiches gilt für den Maserati 222 SR, der den 222 SE nach nur einem Jahr ablöste.
Erst 1991 präsentierte Maserati schließlich eine Vierventilversion des 2,8 Liter großen Exportmotors. Sie leistete 279 PS (205 kW). Das 222 4v genannte Modell ergänzte den 222 SR.

#### Übersicht
| Modell           | Baujahr   | Motortyp | Hubraum  | Leistung        | Anmerkung                                    | Stückzahl                   |
| ---------------- | --------- | -------- | -------- | --------------- | -------------------------------------------- | --------------------------- |
| Biturbo          | 1981–1985 | AM 452   | 1996 cm³ | 180 PS (132 kW) |                                              | 9206 inkl. Biturbo II       |
| Biturbo E        | 1983–1985 | AM 453   | 2491 cm³ | 185 PS (136 kW) |                                              | 4577 inkl. Biturbo E II 2.5 |
| Biturbo S        | 1983–1986 | AM 452   | 1996 cm³ | 205 PS (151 kW) | Leistungsgesteigerte Version des Biturbo     | 1038 inkl. Biturbo S II     |
| Biturbo ES       | 1984–1985 | AM 453   | 2491 cm³ | 205 PS (151 kW) | Sportversion des Biturbo E                   | 1480 inkl. Biturbo ES II    |
| Biturbo II       | 1985–1987 | AM 452   | 1996 cm³ | 180 PS (132 kW) | Überarbeitete Version des Biturbo            |                             |
| Biturbo S II     | 1985–1986 | AM 453   | 1996 cm³ | 210 PS (154 kW) | Überarbeitete Version des Biturbo S          |                             |
| Biturbo E II     | 1985–1987 | AM 453   | 2491 cm³ | 185 PS (136 kW) | Überarbeitete Version des Biturbo S 2.5      |                             |
| Biturbo ES II    | 1984–1985 | AM 453   | 2491 cm³ | 205 PS (151 kW) | Leistungsgesteigerte Version des Biturbo E   |                             |
| Biturbo i        | 1986–1990 | AM 470   | 1996 cm³ | 188 PS (138 kW) | Nachfolger des Biturbo II                    | 683                         |
| Biturbo Si       | 1986–1988 | AM 471   | 1996 cm³ | 220 PS (162 kW) | Nachfolger des Biturbo S II                  | 992                         |
| Biturbo Si Black | 1986–1988 | AM 471   | 1996 cm³ | 220 PS (162 kW) | Sonderversion des Biturbo Si                 | 450                         |
| Biturbo iE       | 1986–1987 | AM 472   | 2491 cm³ | 196 PS (144 kW) |                                              | 430                         |
| 222              | 1988–1990 | AM 471   | 1996 cm³ | 220 PS (162 kW) | Nachfolger des Biturbo i                     | 1156                        |
| 2.24v.           | 1988–1992 | AM 475   | 1996 cm³ | 245 PS (180 kW) | Nachfolger des Biturbo Si                    | 1147                        |
| 222 E            | 1988–1990 | AM 473   | 2790 cm³ | 250 PS (184 kW) | Nachfolger des Biturbo iE                    | 722                         |
| 222 E            | 1988–1993 | AM 473   | 2790 cm³ | 225 PS (165 kW) | Katalysator                                  | 722                         |
| 222 SE           | 1990–1991 | AM 473   | 2790 cm³ | 250 PS (184 kW) | Parallelmodell zum 222 E                     | 210                         |
| 222 SE           | 1990–1991 | AM 473   | 2790 cm³ | 225 PS (165 kW) | Katalysator in USA                           | 210                         |
| 222 SR           | 1991–1993 | AM 473   | 2790 cm³ | 225 PS (165 kW) | Nachfolger des 222 SE                        |                             |
| 2.24v. II        | 1991–1993 | AM 475   | 1996 cm³ | 240 PS (177 kW) | Optisch überarbeiteter Nachfolger des 2.24 v | 254                         |
| 222 4v.          | 1991–1994 | AM 477   | 2790 cm³ | 279 PS (205 kW) | Leistungsgesteigerte Version des 222 E       | 130                         |
| Racing           | 1991–1992 | AM 490   | 1996 cm³ | 285 PS (210 kW) | Leistungsgesteigerte Version des 2.24 v      | 230                         |

Die Modelle für den italienischen Markt sind dunkel unterlegt.

### Limousinen
Zwei Jahre nach dem zweitürigen Coupé präsentierte Maserati eine viertürige Version des Biturbo, die einer technisch vergleichbaren, aber im Radstand verlängerten Plattform aufbauten. Auch bei den Limousinen gab es im Laufe der Jahre eine Vielzahl von Antriebsvarianten, die jedenfalls auf dem italienischen Markt parallel zu den Coupés entwickelt wurden. Die Motorvarianten der Exportmodelle waren allerdings weniger vielseitig.

#### Exportmodelle

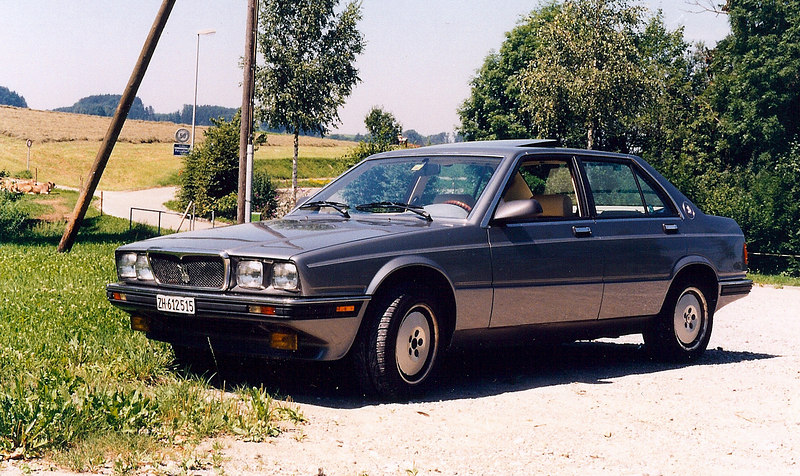
Maserati 430 (1989)

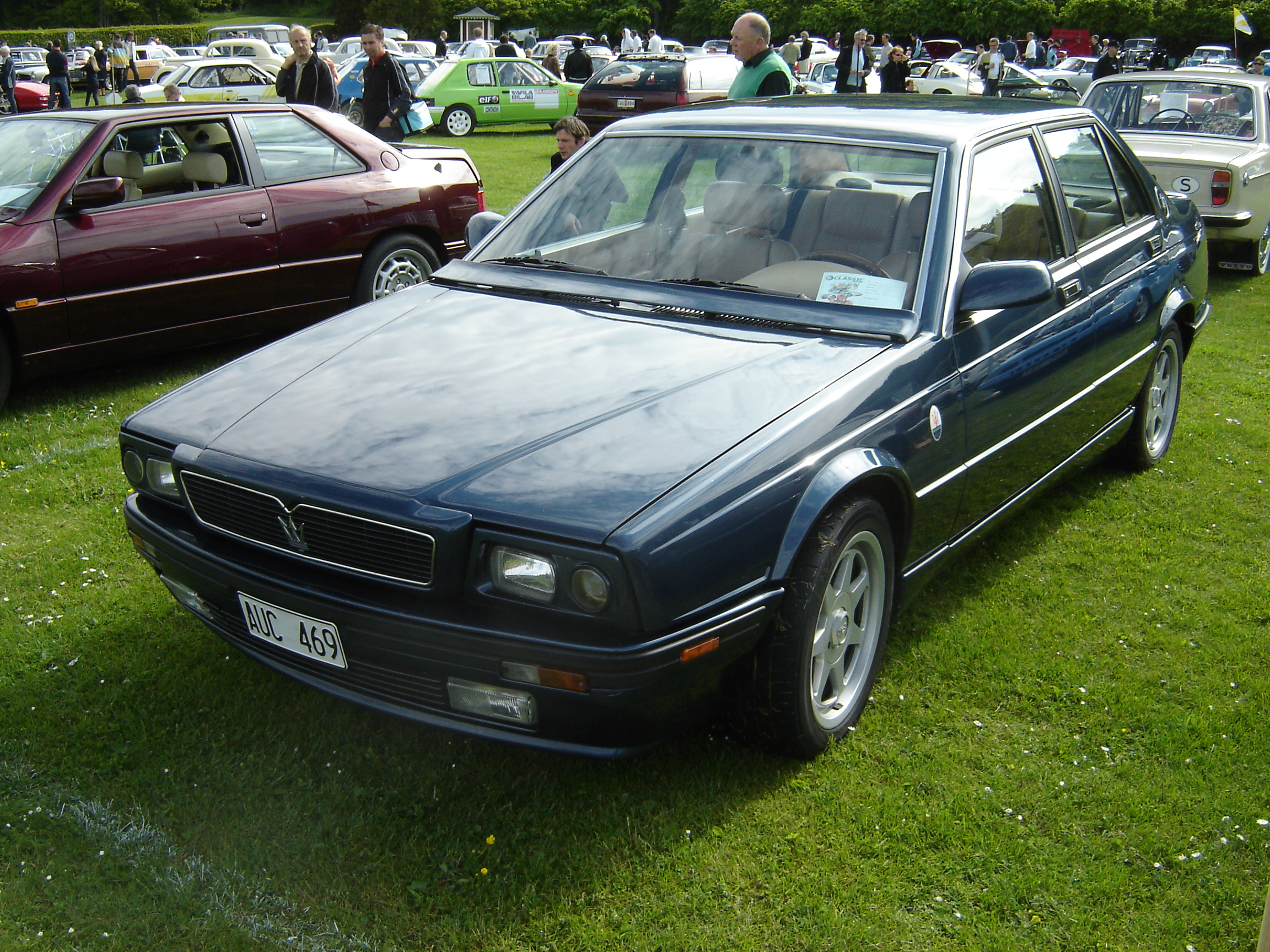
Mit Shamal-Optik: Maserati 430 „New Look“ und 430 4v

Die erste viertürige Limousine mit Biturbo-Technik war der am 14. Dezember 1983 vorgestellte Maserati Biturbo 425. Er wurde von dem auch im Biturbo E eingesetzten 2,5-Liter-Motor angetrieben, der mit einem Registervergaser versehen war und hier 144 kW (196 PS) leistete. Die Höchstgeschwindigkeit belief sich auf 215 km/h. Anders als bei den italienischen Modellen, bot Maserati für den 425 keine leistungsgesteigerte S-Version an, sodass eine viertürige Variante des Biturbo ES nicht im Verkauf war. Als Maserati die Biturbo-Motoren auf Saugrohreinspritzung umstellte, führte das Unternehmen auch eine viertürige Version mit dem 2,5 Liter großen Motor ein. Der 425i wurde vor allem in den USA verkauft.
1987 trat der Maserati 430 an die Stelle des 425i. Er war, ebenso wie das für den Export bestimmte Coupé 222 E, mit dem 2,8-Liter-Motor mit Saugrohreinspritzung und drei Ventilen pro Zylinder ausgestattet. Die Bezeichnung 430 ist insoweit irreführend, als sie – anders als bisher und anders als bei den italienischen Versionen – nicht auf die Größe des Hubraums Bezug nimmt. Der 430 war das viertürige Parallelmodell zum 222 E. Die Motorleistung betrug anfänglich 184 kW (250 PS) ohne und 165 kW (224 PS) mit Katalysator. Der 430 erhielt ein Facelift sowohl im Front- als auch im Heckbereich, das im Wesentlichen die Gestaltung der Coupé-Versionen 222 und 222 E aufgriff. Die Innenausstattung wurde ebenfalls geändert. So war das Kombiinstrument nun rundlich abgedeckt und nicht mehr eckig. Auch die Sitze wurden neu gestaltet. 1991 gab es erneut eine stilistische Überarbeitung. Wie schon die Coupés, erhielt nun auch die Limousine die Leuchteinheiten und die Anbauteile des Shamal. Der überarbeitete Wagen wurde als 430 New Look bezeichnet und blieb bis 1994 im Programm.
Die Vierventil-Version der Export-Limousinen erschien, parallel zu den Export-Coupés, im Vergleich zu den italienischen Fahrzeugen mit dreijähriger Verspätung. Das 430 4v genannte Fahrzeug wurde 1991 vorgestellt. Es hatte von Beginn an die dem Shamal entlehnte Optik des 430 New Look. Er war das viertürige Pendant zum 222 4v. Mit seinem 205 kW (279 PS) starken Motor erreichte das Auto eine Höchstgeschwindigkeit von mehr als 255 km/h. Unter Markenbeobachtern gilt der 430 4v, von dem nur 291 Exemplare hergestellt wurden, als das ausgereifteste Modell der gesamten Biturbo-Familie.

#### Modelle für den italienischen Markt

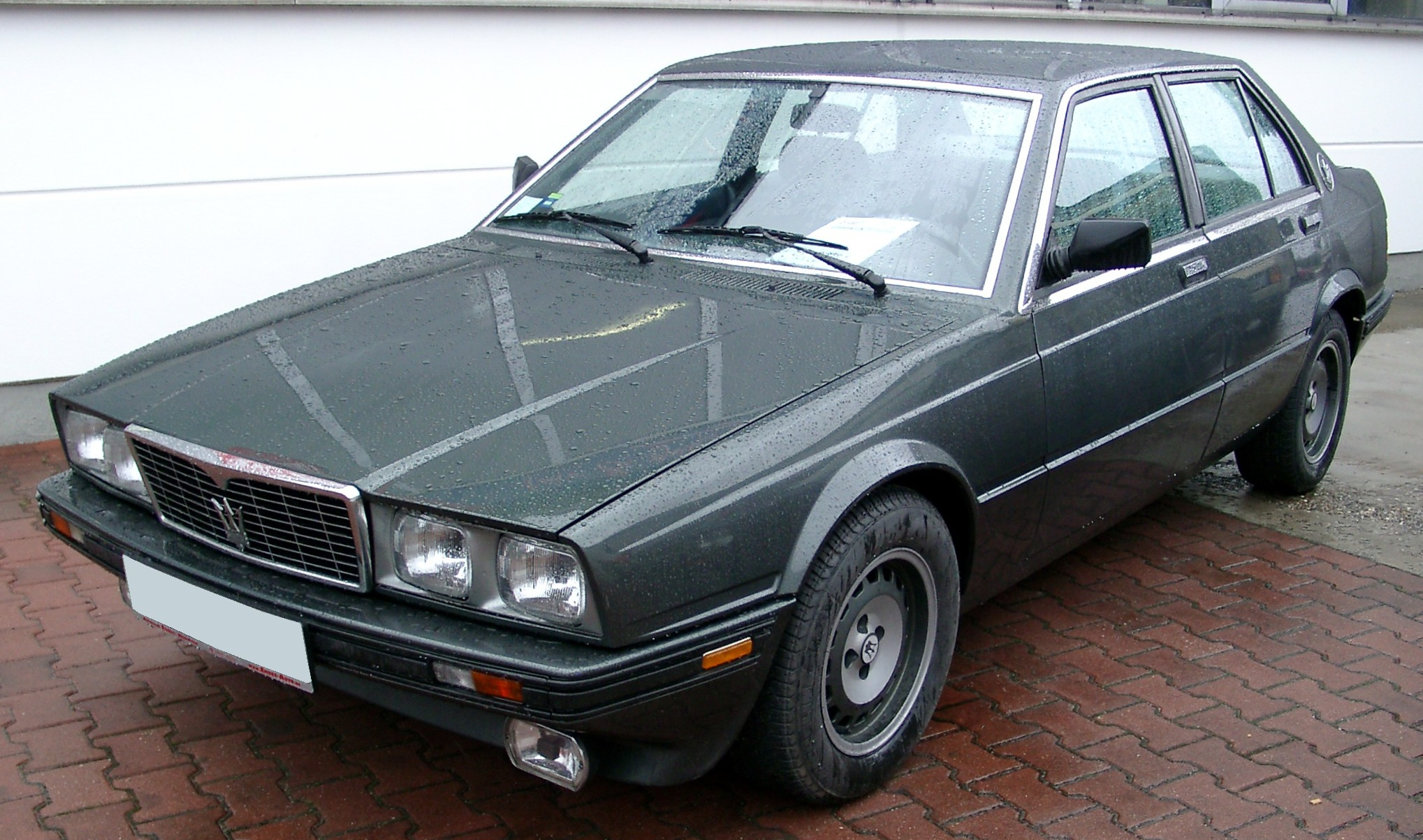
Maserati Biturbo 420i (1986)

Anders als bei den Coupés, erschienen die Limousinen mit der kleineren 2,0-Liter-Motor später als das Exportmodell.
Im Frühjahr 1985 schob Maserati zunächst die einfache Zweiliter-Variante des Viertürers mit Registervergaser und niedriger Verdichtung für den italienischen Markt nach. Der Motor leistete 136 kW (185 PS). Technisch war der als Maserati Biturbo 420 bezeichnete Wagen mit dem 425 identisch. Serienmäßig waren Missoni-Velourspolster, Leder war gegen Aufpreis erhältlich. Kurz darauf erschien die sportliche S-Ausführung mit dem 151 kW (205 PS) leistenden Zweilitermotor. Parallel zum Coupé Biturbo S, war das Fahrwerk etwas straffer ausgelegt. Alle Chromteile schwarz eloxiert und in der Motorhaube saßen zwei Naca-Lufteinlässe.
Analog zum Coupé wurden im Viertürer ab Ende 1986 neue Motoren mit Saugrohreinspritzung eingebaut. Im Basismodell Biturbo 420 i leistete der Motor 138 kW (188 PS), im stärkeren Biturbo 420 Si betrug die Motorleistung 162 kW (220 PS). 420i und 420 Si blieben bis Ende 1987 im Programm.
1988 erschien als Nachfolger des 420i der Maserati 422. Er war das viertürigen Parallelmodell zum Coupé 222. Der 422 übernahm die stilistischen Änderungen des 222. Wie dort, wurde auch hier der 163 kW (222 PS) starke Motor des bisherigen S-Modells zur Standardmotorisierung. Nach drei Jahren stellte Maserati ihm den 4.18 v zur Seite, der äußerlich und technisch mit dem 422 nahezu identisch war, aber serienmäßig mit einem Antiblockiersystem ausgestattet war. Vom 4.18 v entstanden bis 1992 nur 77 Exemplare. Im April 1990 erschien schließlich als sportliche Version des 422 der 4.24 v, der technisch wie optisch die Besonderheiten des zweitürigen 2.24v übernahm. Er hatte also den 180 kW (245 PS) starken Motor Tipo AM 475, schwarz eloxierte Zierteile und in Wagenfarbe lackierte seitliche Schürzen.
Alle Versionen der Zweiliter-Limousinen zusammengefasst, entstanden von 1985 bis 1994 insgesamt 6151 Viertürer für den italienischen Markt.

### Spyder

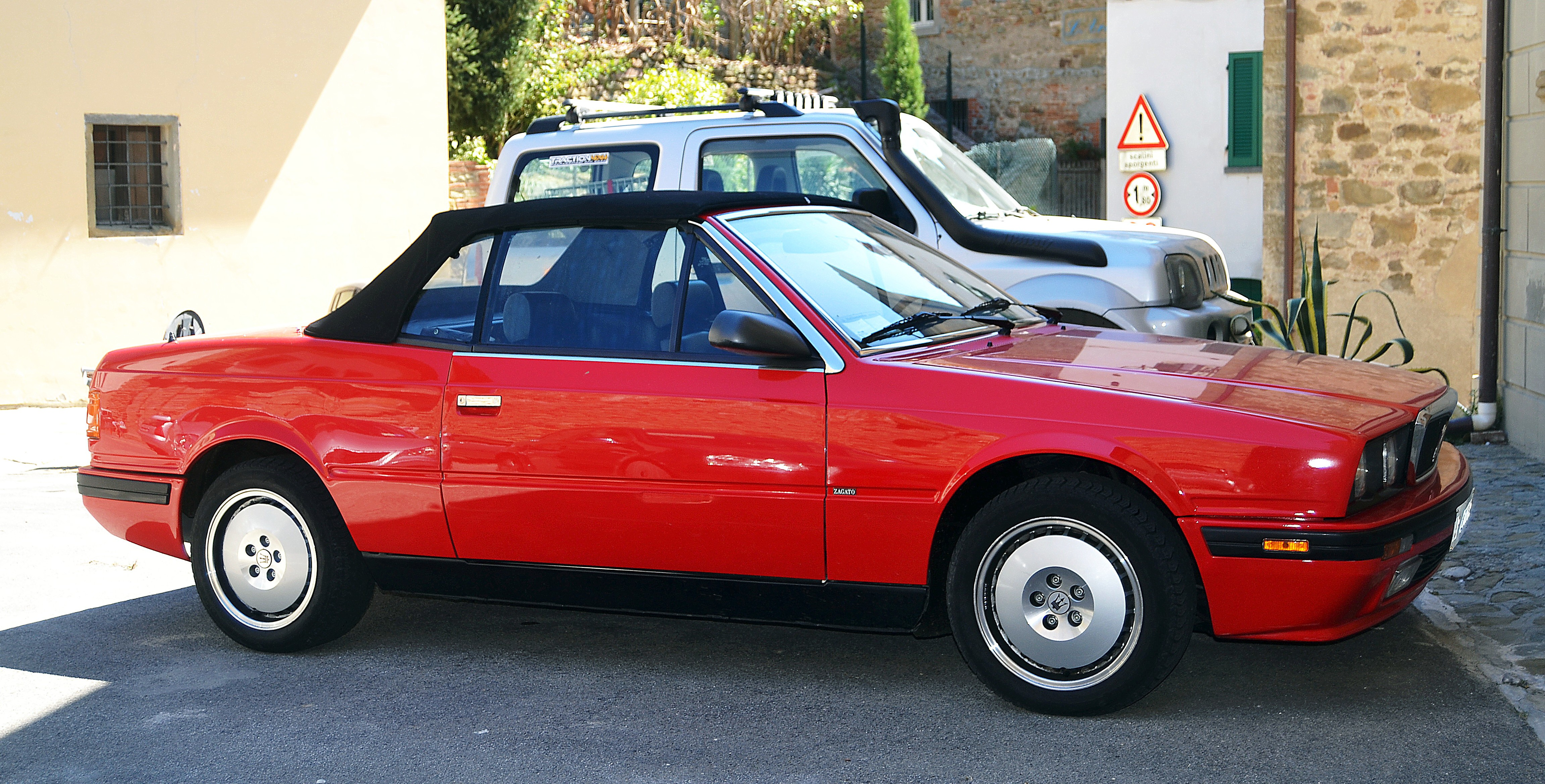
Maserati Biturbo Spyder i

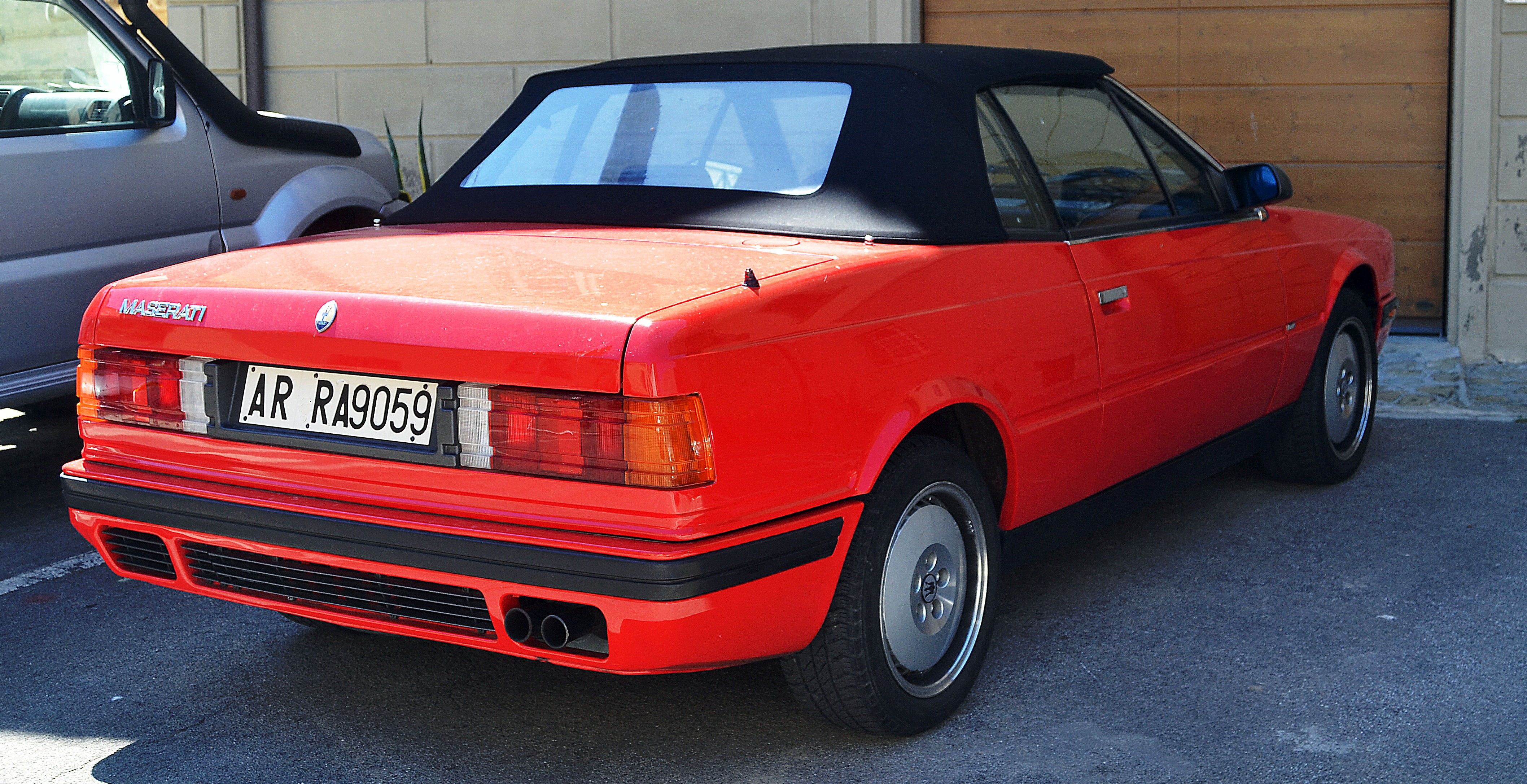
Maserati Biturbo Spyder i

Als letztes Mitglied der Biturbo-Familie erschien im Herbst 1984 die Cabriolet-Version, die von Maserati auf den Namen Spyder getauft wurde. Sie war der erste offene Maserati seit dem Ghibli Spyder Maserati verwendete dabei die amerikanische Version des Begriffs mit „y“; damit sollte der potentielle Hauptabsatzmarkt des Autos ausdrücklich angesprochen werden. Der Spyder war ein Entwurf des Mailänder Designstudios Zagato, das sich zuvor gegen den Konkurrenten Embo aus Turin durchgesetzt hatte. Der Biturbo Spyder basierte auf der Plattform des Biturbo Coupés. Allerdings verkürzte Zagato den Radstand auf 2.400 mm. Damit war der Spyder faktisch ein reiner Zweisitzer; die hinteren Notsitze waren nicht realistisch nutzbar. Der Spyder machte alle stilistischen Änderungen mit, allerdings kam es teilweise zu zeitlichen Verzögerungen in der Anpassung. Antriebsseitig kamen im Spyder fast alle Motoren zum Einsatz, die auch für die Coupés und die Limousinen erhältlich waren. Allerdings bot Maserati nie die leistungsgesteigerten S-Versionen an; auch der Vierventilmotor 2,8 Litern Hubraum (Tipo AM 477) wurde nicht in den Spyder eingebaut. Insgesamt wurden 3076 Spyder gebaut, mehr als die Hälfte davon für den Export.
Der Spyder ist aus heutiger Sicht die begehrteste Variante aller Biturbo-Modelle.

#### Modelle für den italienischen Markt
Wie bei den Coupés und den Limousinen, vermarktete Maserati auch bei den offenen Modellen auf dem heimischen Markt in erster Linie Versionen mit dem 2,0 Liter großen Motor. In Italien erschien 1984 zunächst der Biturbo Spyder mit dem 180 PS (132 kW) starken Vergasermotor Tipo AM 452, der 1986 durch den Biturbo Spyder i mit dem Einspritzmotor Tipo AM 470 ersetzt wurde. Die Motorleistung betrug zunächst nur 185 PS (136 kW) und lag damit deutlich unter dem zeitgleich produzierten Basis-Coupé 222. Im Herbst 1989 führte Maserati den Spyder i 90 ein, der nun optisch und technisch dem 222 entsprach. Er hatte jetzt wie dieser den 220 PS (162 kW) starken Motor vom Typ Am 471. Im Dezember 1991 erschien schließlich der Spyder Nuova, der die Optik und die Antriebstechnik des Coupés 2.24 v übernahm. Damit erhielt der Spyder auch als einziger offener Maserati der Biturbo-Ära einen Vierventilmotor (Tipo AM 475). Er leistete 245 PS (180 kW). Mit ihm war der Spyderüber 230 km/h schnell.

#### Modelle für den Exportmarkt
Die Entwicklung der Exportmodelle verlief nicht vollständig parallel. Auf den 1985 eingeführten Biturbo Spyder 2500 mit 2,5 Liter großem Vergasermotor (Tipo AM 453) folgte im Herbst 1987 die Einspritzversion Biturbo Spyder i 2500 mit 195 PS (143 kW) (Tipo AM 472), die allerdings nur etwa ein Jahr lang im Programm war. Bereits 1988 erschien mit dem Spyder 2800 der Nachfolger, der, wie nunmehr alle Exportmodelle der Biturbo-Reihe, den 2,8 Liter großen Einspritzmotor Tipo AM 473 hatte. Dieser Motor, der mit Katalysator 225 PS (165 kW) leistete und daohne auf 250 PS (184 kW) kam, blieb bis zur Einstellung des Spyder die alleinige Motorisierung der offenen Exportmodelle. Anders als bei den Modellen für den italienischen Markt, führte Maserati im Export-Spyder keine Version mit einem Vierventilmotor (Tipo AM 477) ein. Die verbleibenden Änderungen beschränkten sich auf optische Anpassungen. Der Spyder iE 90 entsprach äußerlich dem italienischen Spyder i 90, und der Spyder Nuova 2.8 war dem Spyder Nuova des italienischen Programms identisch.

### Besondere Modelle
Während die Coupés und Limousinen der Biturbo-Familie in großer Serie produziert wurden, entwickelte Maserati auf ihrer Basis einige Kleinstserienversionen, die sich durch spezielle Karosserien, eigenständige Motoren oder einer Kombination aus beidem auszeichneten.

#### 228

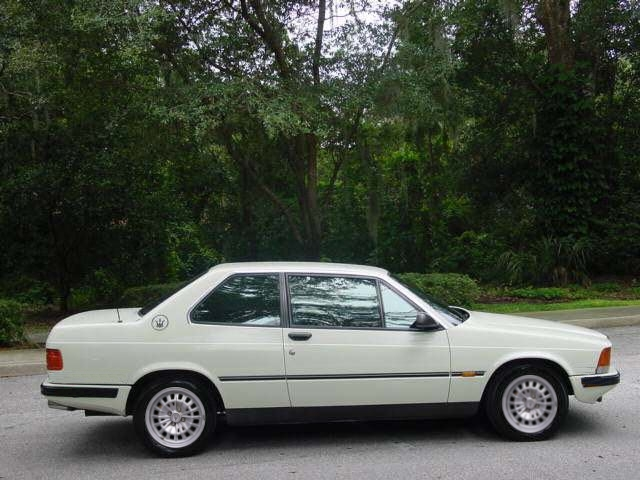
Maserati 228

Die erste Sonderversion war der 1985 vorgestellte 228 (später: 228 i), mit dem Maserati die Biturbo-Familie in der Oberklasse positionieren wollte. Das zweitürige Coupé verwendete den langen Radstand der viertürigen Limousinen und hatte eine eigenständige, betont luxuriös wirkende Karosserie von Pierangelo Andreani. Maserati versuchte, das Auto insbesondere auf dem US-amerikanischen Markt gegen das 6er-Coupé von BMW zu positionieren. Insbesondere im Bereich der vorderen Blinker gab es stilistische Ähnlichkeiten beider Modelle. Der Versuch schlug fehl. Das Auto verkaufte sich weder in den USA noch auf dem europäischen Markt gut; in seiner sechsjährigen Produktionszeit entstanden insgesamt lediglich 469 Fahrzeuge. Im 228 debütierte der große Sechszylinder-V-Motor mit 2,8 Litern Hubraum (Tipo AM 473), der ab 1988 alle Exportmodelle der Biturbo-Familie antrieb.

#### Karif

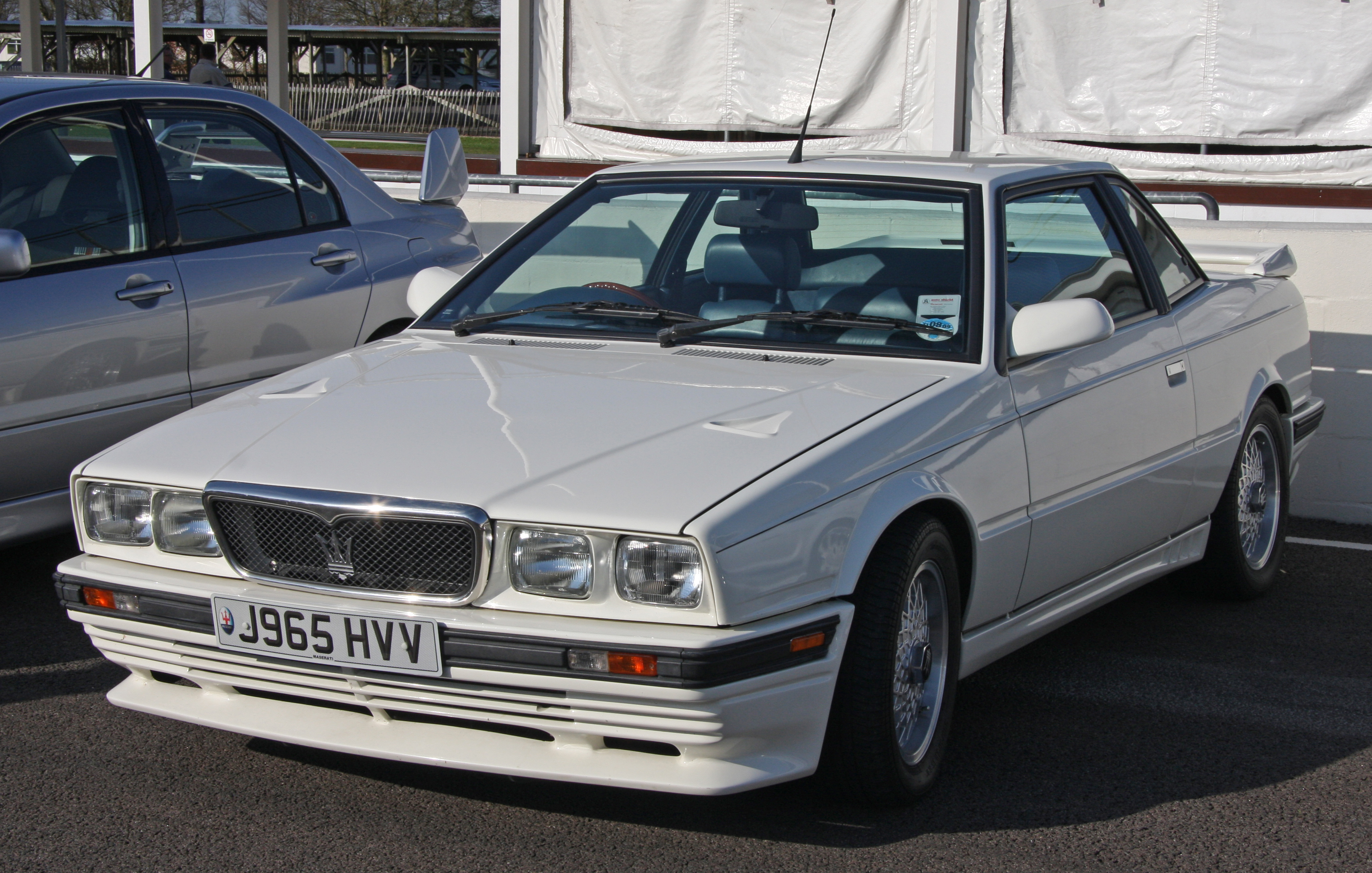
Maserati Karif

Eine weitere Sonderversion der Biturbo-Familie, die im Gegensatz zum 228 betont sportlich ausfiel, war der Maserati Karif. Bei ihm handelte es sich um ein 2+2-sitziges Coupé, das auf dem kurzen Radstand des Spyder beruhte, dessen Karosserie verwendete und mit einem fest verschweißten Hardtopdach versehen war. Als Antrieb nutzte Maserati den seinerzeit stärksten Motor der Biturbo-Reihe, den 2,8 Liter großen Sechszylinder-V-Motor, der mit Katalysator 225 PS (165 kW) leistete und ohne Katalysator auf 248 PS (182 kW) kam. Wie der Spyder, entstand auch der Karif bei Zagato in Mailand. Das Auto verband sehr hohe Fahrleistungen (242 km/h; Beschleunigung von 0 auf 100 km/h in 6,8 Sekunden) mit der für die Biturbo-Reihe typischen luxuriösen Ausstattung. Der Karif wurde 1988 präsentiert; es blieb bis 1992 in Maseratis Programm. In dieser Zeit entstanden etwa 220 Exemplare.

#### Shamal

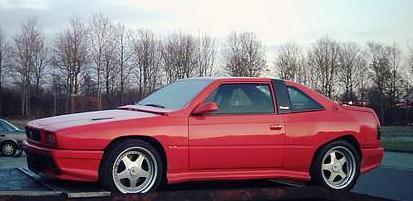
Maserati Shamal

Zur Biturbo-Familie gehört außerdem das 1989 vorgestellte Coupé Shamal, das ein Bindeglied zwischen den Biturbos der 1980er-Jahre und Maseratis Modellen der folgenden Dekade darstellte. Der Shamal verwendete wie schon der Karif, den er ablösen sollte, das kurze Chassis des Biturbo Spyder und übernahm auch den größten Teil der Biturbo-Fahrwerkstechnik. Der Motor allerdings war komplett neu konstruiert. Es handelte sich um einen 3,2 Liter großen Achtzylinder-V-Motor mit zwei Turboladern, der 326 PS (240 kW) leistete. Eine Weiterentwicklung dieses Motors trieb ab 1998 den Maserati 3200 GT sowie die viertürige Limousine Quattroporte IV an. Die Karosserie des Shamal basierte noch immer auf der Struktur der ersten Biturbo-Coupés, allerdings hatte Marcello Gandini sie in vielen Details überarbeitet. Maserati übernahm die Designsprache des Shamal ab 1990 für einige weitere Modelle. Das gilt zunächst für die vorderen Leuchteinheiten, bei der runde und eckige Scheinwerfer kombiniert waren, und für den Windabweiser über den Scheibenwischern. Diese Elemente wurden ab 1991 nach und nach bei allen Modellen der Biturbo-Familie eingeführt. Ein eigenständiges Merkmal des Shamal waren die stark ausgestellten vorderen und hinteren Kotflügel. Sie fanden sich ab 1992 auch beim neuen Ghibli. Der Shamal blieb bis 1995 im Programm. Insgesamt entstanden 369 Fahrzeuge.

## Die Biturbo-Familie auf dem Klassikermarkt

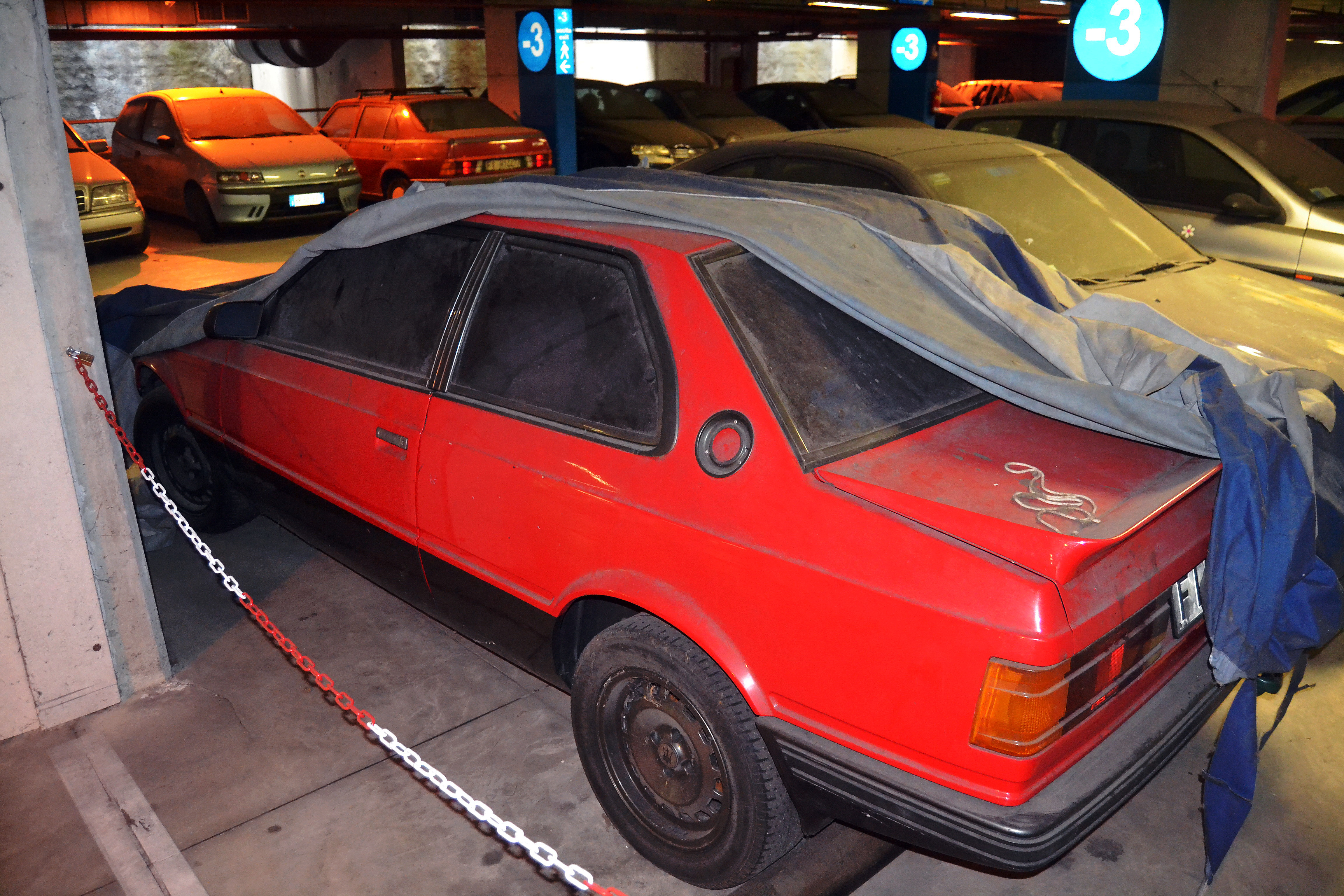
Aufgegebener Maserati Biturbo S

Auf dem Oldtimer- bzw. Klassikermarkt gelten die Fahrzeuge der Biturbo-Familie als unterschätzt. Gut erhaltene Limousinen und Coupés werden 2017 zu Preisen zwischen 10000 und 15000 Euro gehandelt; Restaurierungsobjekte kosten etwa 5000 Euro. Die zweitürigen Versionen erreichen generell leicht höhere Preise. Die begehrtesten Modelle sind die Spyder, die in sehr gutem Zustand mehr als 20000 Euro kosten. Die höchsten Preise erreichen die Modelle Shamal und Karif, die jeweils nur in dreistelligen Stückzahlen entstanden. Sie kosten 2017 mehr als 30000 Euro.
Wesentlich preisbildend ist der Wartungs- und Erhaltungszustand. Im Laufe der Jahre gingen die zunehmend preiswerter werdenden gebrauchten Biturbos oft durch viele Hände, wobei die jeweiligen Nutzer die notwendigen Wartungen vielfach aus Kostengründen nicht durchführten. Viele Biturbo-Coupés und Limousinen wurden letztlich vor größeren Reparaturen stillgelegt. Für unrestaurierte Biturbos werden 2017 teilweise nur Preise im dreistelligen Euro-Bereich gezahlt.